# 波音777
波音777（英語：Boeing 777，通常被稱為“Triple Seven”）是由波音民用飞机集团開發和製造的遠程寬體客機，也是世界上最大的雙引擎噴射客機。777旨在彌補波音其他寬體飛機（雙引擎767和四引擎747）之間的差距，並取代麥道DC-10和洛歇L-1011三引擎噴射機等舊機型。波音777計劃是波音公司與八家主要航空公司協商制定的，並於1990年1月舉行了第一次會議，隨後在聯合航空公司的訂單下於10月啟動。777原型機於1994年4月推出，並於6月首飛。1995年6月開始由啟始客戶美國聯合航空公司運營777，其更長航程的型號於2000年推出，並於2004年首次交付。
波音777客艙寬近6公尺，超寬體設計可一排容納十張座椅，其典型的三艙布局可搭載301至368名乘客，航程為5,240—8,555海里（9,700—15,840；6,030—9,840英里），777不但以其大直徑渦輪發動機、裝有六個輪子的主起落架、全圓形機身橫截面、和葉片形尾椎為特色，且為第一款配置線傳飛控系統的機型。
波音777最大起飛重量（MTOW）為247—299公噸（545,000—660,000磅）的波音777初始型號包含最先推出的777-200、1997年推出較長航程的-200ER、以及1998年推出加長10.13（33.25英尺）的777-300。這些777經典客機由推力343—436千牛頓（77,200—98,000磅力）的通用電氣GE90、普惠PW4000或勞斯萊斯遄達800發動機提供動力。後續在2004年推出777-300ER，其最大起飛重量為318—352公噸（700,000—775,000磅），並在2006年和2009年分別推出777-200LR和777F貨機。這些遠程型號不僅使用推力110,000—115,300 lbf（489—513 kN）的GE90發動機，還具有擴展的傾斜式翼尖。2013年11月，波音宣布開發777X的-8和-9型號，並計劃採用帶折疊翼尖的复合材料機翼和通用電氣GE9X發動機。
截至2023年6月，已有60多家客戶訂購2,149架波音777客機，並完成交付1,710架，其中最常見的777-300ER型號，在837架飛機訂單中就有832架完成交付，因此在2018年3月，777的產量超過747，而成為產量最多的波音寬體噴射機。在2018年，阿聯酋航空因為擁有163架777客機而成為777的最大運營商，到2023年8月，仍擁有144架777繼續營運。截至2021年9月，777已發生31起航空事故和事件，其中包括8起墜毀事故（飛行中5起，地面3起）共造成541人死亡，以及3起劫機事件。

## 發展

### 背景

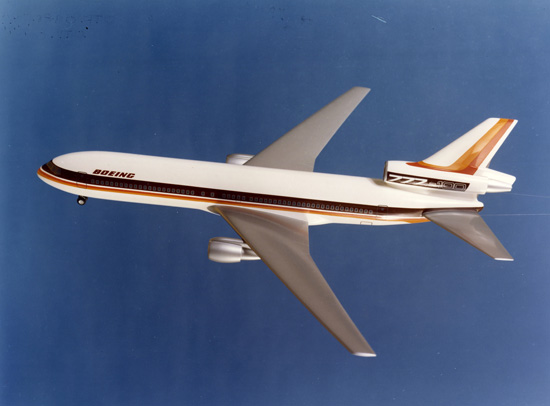
波音777-100三引擎噴射機概念

1970年代初，波音747、麥道DC-10和洛克希德L-1011三星成為第一代投入運營的寬體客機，因此波音公司在1978年推出三款新機型，分別為取代727的雙引擎757、挑戰空客A300的雙引擎767以及與DC-10和L-1011競爭的三引擎噴射機777概念機。中型757和767在市場上取得成功，其部分歸功於1980年代關於管理跨洋雙發噴射機運營的雙渦輪發動機航空器延展航程作業（ETOPS）法規，允許在距離緊急備降機場上限三小時的航程內飛越海洋，因此航空公司開始使用767來執飛不需要高載客量的長途國際航線。由於市場研究發現客戶偏愛757和767，因此取消三引擎777計畫，這使波音在747和767之間有一個航程和載客量級距空缺。
到1980年代末，DC-10和L-1011型號已接近退役階段，促使製造商開發替代設計。麥道公司正在研發DC-10的後繼機型MD-11，空中巴士公司正在開發其A330和A340系列，而波音公司在1986年公佈暫定名為「767-X」的擴大767提案，不但瞄準DC-10等第一代寬體客機的替代市場，而且能擴充現有的767和747型號。最初的提案包括比現有767更長的機身和更大的機翼，以及翼尖小翼，而在後來的計劃中擴大機身截面，但保留現有的767駕駛艙、機鼻和其他元件。
然而，航空公司對767-X提案不感興趣，而是想要更寬的機身橫截面、完全靈活的內部配置、短途至洲際航程的能力、以及低於任何767加長型飛機的運營成本，再加上航空公司對大型飛機的要求變得越來越具體時，就加劇飛機製造商之間的競爭，因此波音公司到1988年才意識到唯一的答案就是「全新設計777雙噴氣式飛機」。波音公司考量到過去的成功設計、量身開發發動機、和低成本的優勢，而且當年FAA開放了ETOPS 180，而最終選擇雙發動機配置來設計777，並在1989年12月8日開始向航空公司報價。

### 開發工作

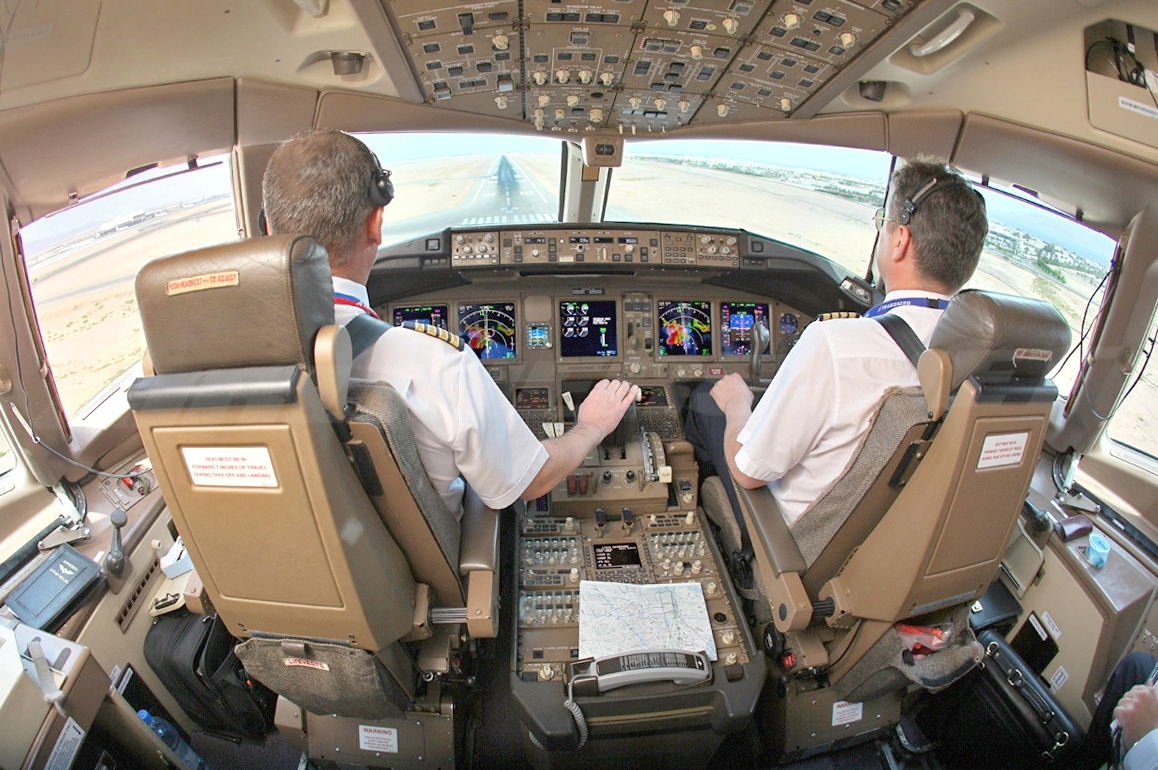
兩名機組人員的玻璃駕駛艙採用線傳飛控系統

艾倫·穆拉利曾擔任波音777項目的工程總監，並於1992年9月晉升為副總裁兼總經理。這次的新型雙發噴氣式飛機777之設計階段與波音以前的商用噴氣式飛機不同，有八家主要航空公司——全日空、美國航空、英國航空、國泰航空、達美航空、日本航空、澳洲航空和聯合航空——共同參與了開發，並成為該公司的先例，因此為設計過程做出貢獻的八家航空公司在波音內部被稱為“合作”小組（Working Together）。在1990年1月的第一次小組會議上，向八家航空公司個別發了一份23頁的調查問卷，並詢問彼此對設計的要求，到1990年3月，波音和航空公司已經確認基本的設計配置，包含類似波音747的客機截面、可容納最多325人的客艙、靈活的內裝、玻璃駕駛艙、線傳飛控系統、以及低於A330和MD-11百分之十的每座每英里成本等，而波音公司另外決定在華盛頓州的艾弗雷特工廠（747的生產基地）設為777的最終組裝工廠。
聯合航空在汰換DC-10的同時，在1990年10月14日以110億美元訂購34架由普惠公司提供動力的波音777，並擁有另外34架飛機的選擇權，成為777的啟動客戶，聯航另外也要求新飛機能夠執飛三種不同的航線：芝加哥飛往夏威夷、芝加哥飛往歐洲以及從高熱氣候丹佛直飛夏威夷，因此ETOPS認證針對聯航夏威夷航線部分也是重點評鑑項目之一。1993年1月，聯航開發團隊與其他航空公司團隊和波音設計師共同在艾弗雷特工廠分工合作，並在飛機製造上做設計方面的改善，像是把機身直徑增加、加長基礎型號、增加內置測試和內部靈活性、以及更大的重量操作等。
波音777是第一架全數位化設計(也稱玻璃駕駛艙)的商用飛機，其設計圖都是由三維CAD軟體系統CATIA創建的，因此可以讓工程師在模擬環境中組裝虛擬飛機，以檢查干擾情況並驗證數千個零件是否吻合，從而在實際組裝上減少不必要的人力成本。波音公司另外開發了其高性能可視化系統FlyThru，後來稱為IVT（集成可視化工具），以支持大規模協作工程設計審查、生產插圖以及CAD數據在工程之外的其他用途。波音公司起初並不相信CATIA的能力，並建立了機頭部分的物理模型來驗證其結果，不過其測試結果獲得成功後取消了額外的模型，因此777的“完成精度如此之高，以至於它是第一架不需要在昂貴的實體模型飛機上解決其問題的波音噴射飛機”，與波音下一款新型客機787的開發形成鮮明對比，最終777研發計劃總共耗資50億美元。

### 進入生產和測試
生產過程包括相當多的國際元素，為波音噴射客機中前所未有的全球分包水平，只不過在後來被787超越。國際協力廠商包括三菱重工和川崎重工（機身面板部分）、富士重工業株式會社（中心機翼部分）、德哈維蘭（升降舵部分）和澳大利亞航空航天技術公司（方向舵部分），而波音公司另外與代表日本航空航天承包商的日本飛機開發公司之間達成的一項協議，使日本飛機開發公司可以成為整個開發計劃的20%風險共擔合作夥伴。最初的777-200型號在推出時提供通用電氣、普惠和勞斯萊斯這三個製造商的發動機，可供各個航空公司做選擇，因此這三個發動機製造商都同意為世界上最大的雙噴氣發動機開發一款推力340 kN（77,000 lbf）或更高推力等級（噴氣發動機輸出量的衡量標準）的發動機。
為了容許新客機的生產，波音公司花費近15億美元將艾弗雷特工廠的規模擴大了一倍，並為兩條新的裝配線提供空間，波音公司另外也開發新的生產技術，包括一台可以將機身組件旋轉180度的旋轉機器，以便讓工人可以進入機身的上部區域進行作業。第一架777飛機的主要組裝在1993年1月4日開始時，已累積118份777客機確認訂單，還有來自10家航空公司的95個選擇權。最終，波音公司對該項目的總投資估計超過40億美元，而供應商另外投資20億美元。

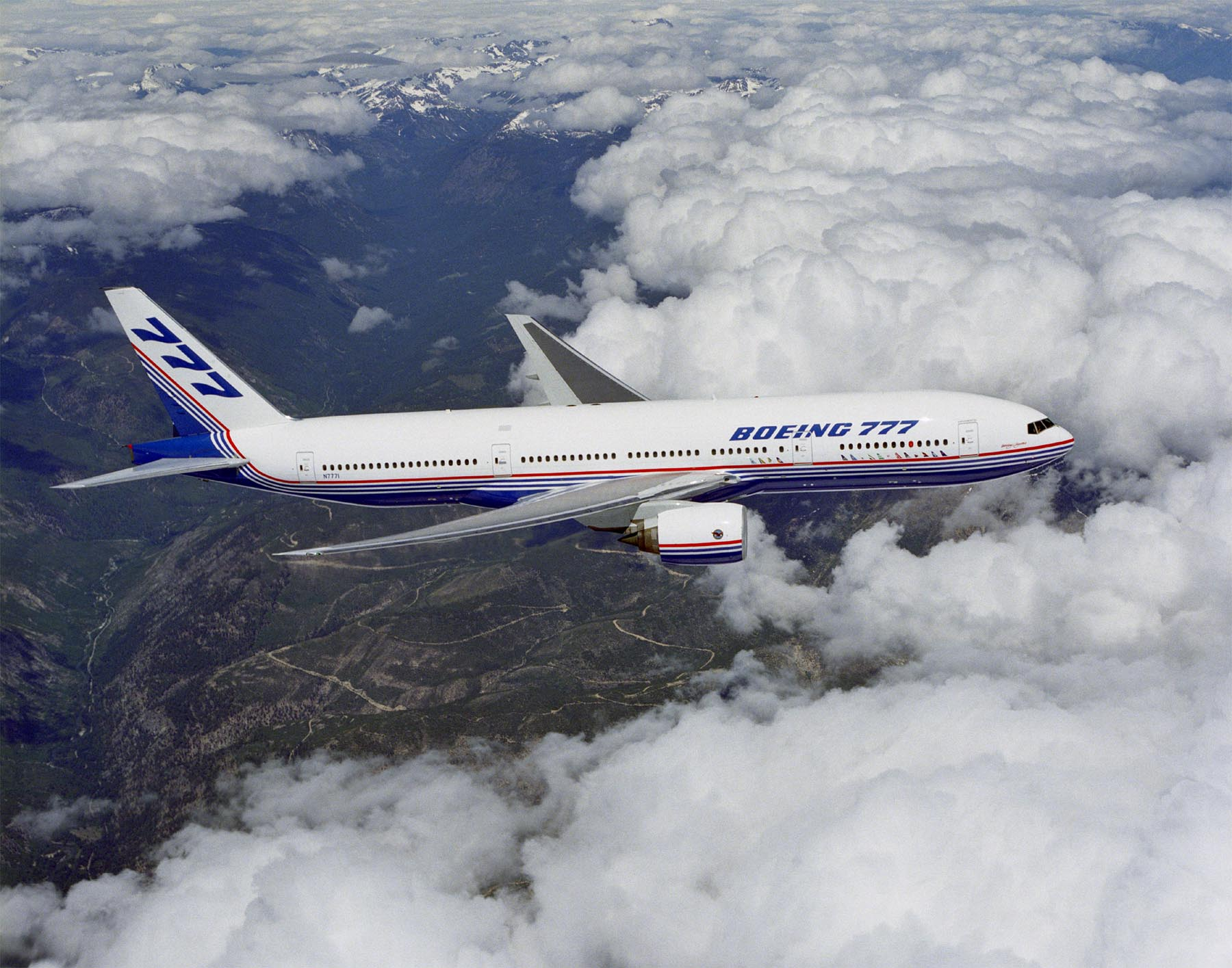
777於1994年6月12日進行首飛

1994年4月9日，第一架777（機身編號：WA001）在100,000名貴賓的出席之下正式揭幕，並於1994年6月12日由首席試飛員約翰·E·卡什曼的領導下首飛，這標誌著為期11個月的飛行測試計劃正式展開。九架配備通用電氣、普惠和勞斯萊斯發動機的飛機在沙漠環境的加利福尼亞州（爱德华兹空军基地）和寒冷環境的阿拉斯加州（费尔班克斯国际机场）進行來回飛行測試，另外也進行8次長達180分鐘的單引擎試飛以滿足ETOPS的要求。波音公司於1994年至1996年間將第一架777飛機用於無損檢測，並為-200ER和-300型號提供了數據，飛行測試完成後，777於1995年4月19日同時獲得美國聯邦航空管理局（FAA）和歐洲聯合航空局（JAA）的適航認證。

### 投入服務

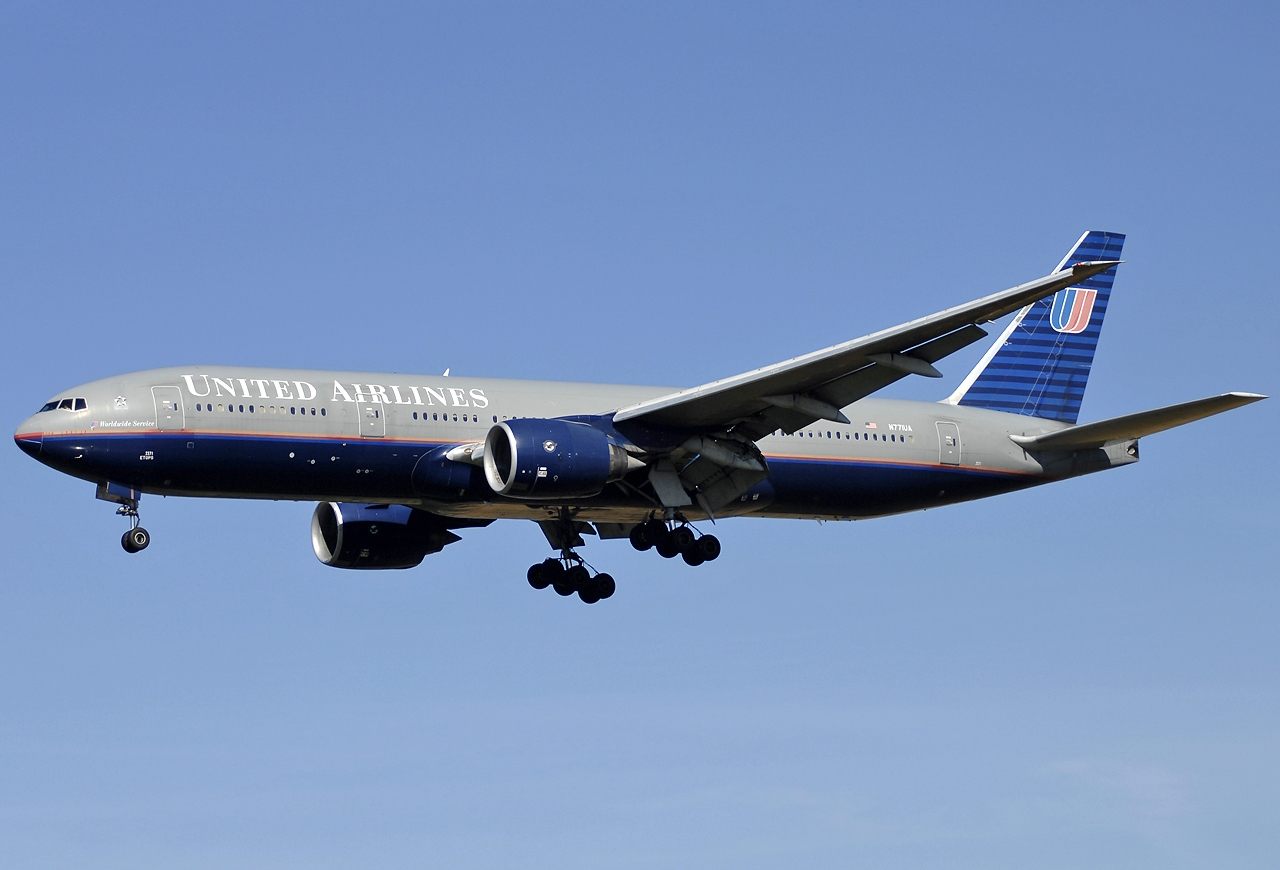
1995年5月15日，聯合航空接收第一架波音777-200客機，並於6月7日首次商業發行。

波音公司於1995年5月15日向聯合航空公司交付了第一架777，15天後，FAA把180分鐘ETOPS認證（“ETOPS-180”）授予採用普惠PW4084發動機的777，使其成為第一架在投入使用時就獲得ETOPS-180評級的客機。1995年6月7日執行從倫敦希思羅機場飛往華盛頓特區附近的杜勒斯國際機場的第一次商業飛行，並於1996年10月獲得207分鐘ETOPS認證。
1995年11月12日，波音向英國航空公司交付了第一架配備通用電氣GE90-77B動力客機，並於五天後投入使用。最初的服務受到變速箱軸承磨損問題的影響，這導致英國航空公司於1997年暫時退出其777機隊的跨大西洋服務，英航在同年晚些時候宣布恢復全面服務的同時，通用電氣也宣布對發動機進行升級。
1996年3月31日，波音公司將首架搭載勞斯萊斯遄達877發動機的777交付給泰國國際航空公司，除了完成最初為該客機開發的三個動力裝置的引入，其搭配上述發動機的777自投入使用起皆已獲得ETOPS-180認證。到1997年6月，來自25家航空公司的777訂單數量達到323架，其中包括在使用上很滿意的啟始客戶也增購了更多777客機，因此這樣的運營績效可以確定雙發噴氣式飛機在長途跨洋航線上的一致能力，從而帶來了額外的銷售。到1998年，波音公司宣布777的總飛行時數已接近90萬小時，並表示777機隊的調度可靠性（因技術問題延誤不超過15分鐘的登機口起飛率）高於99%。

### 初始型號

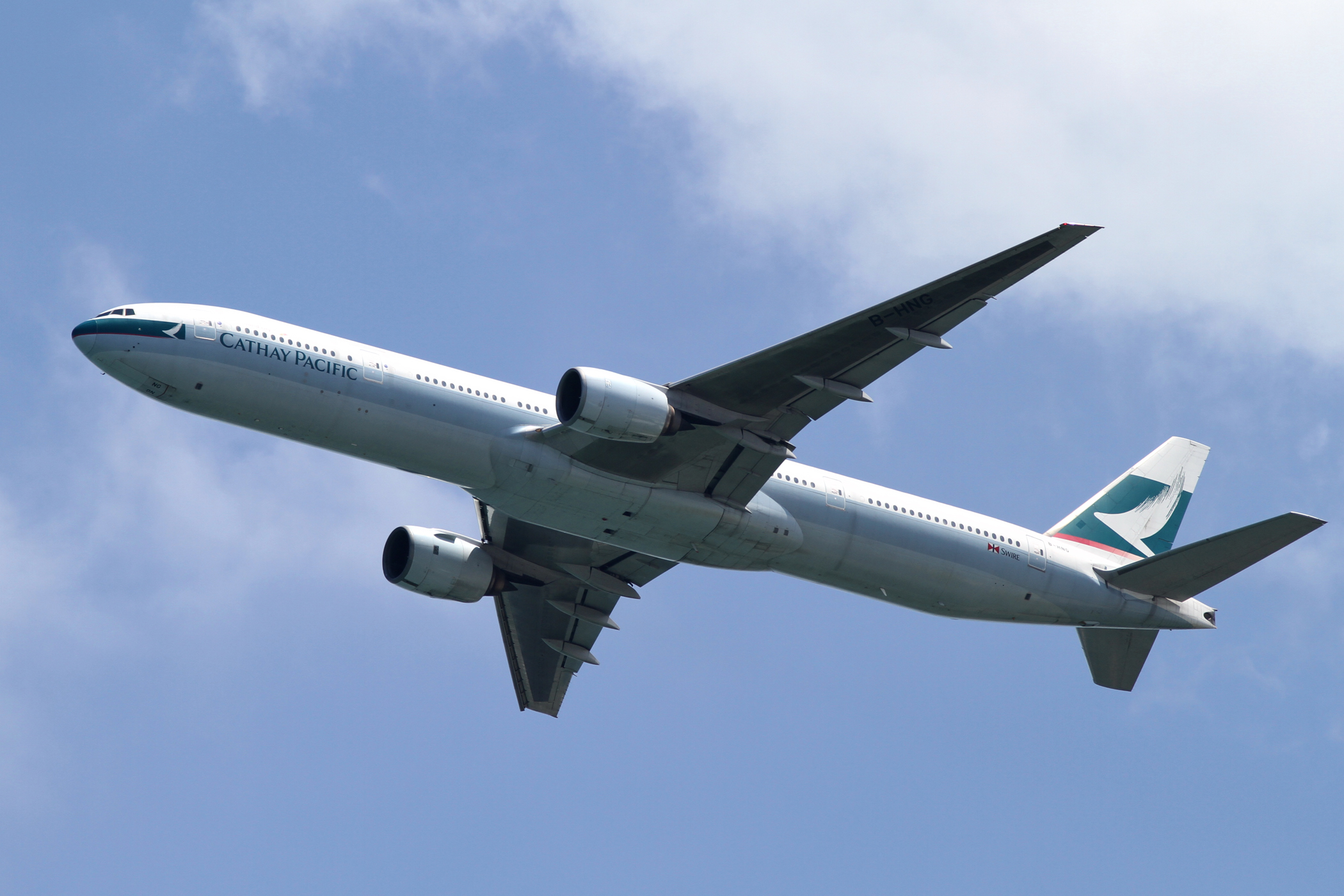
國泰航空於1998年5月27日推出加長型777-300

在最初的型號登場之後，波音繼續開發具有更大的航程和有效酬載能力的777-200增重型號。最初命名為「777-200IGW」的777-200ER於1996年10月7日首飛，在1997年1月17日獲得FAA和JAA認證後，於1997年2月9日開始在英國航空公司服役。該型號提供了更出色的長途性能，成為2000年代初期訂購最廣泛的飛機型號。1997年4月2日，馬航一架名為“超級遊俠”的-200ER以21小時23分鐘的飛行時間從西雅圖波音機場向東飛往吉隆坡，並以10,823海里（20,044；12,455英里）不間斷飛行距離，打破了客機“不著陸飛行距離”記錄。
推出-200ER後，波音公司將設計重點放在777的加長版，777-300在1997年10月16日首飛後，以73.9（242.4英尺）的長度，成為到A340-600登場前長度最長的客機，其載客貨量比標準長度型號高出20%，1998年5月4日同時獲得FAA和JAA的型號認證後，於1998年5月27日開始由啟動客戶國泰航空服役。因此，第一代波音777型號-200、-200ER和-300此後統稱為波音777的經典機型。

### 第二代型號

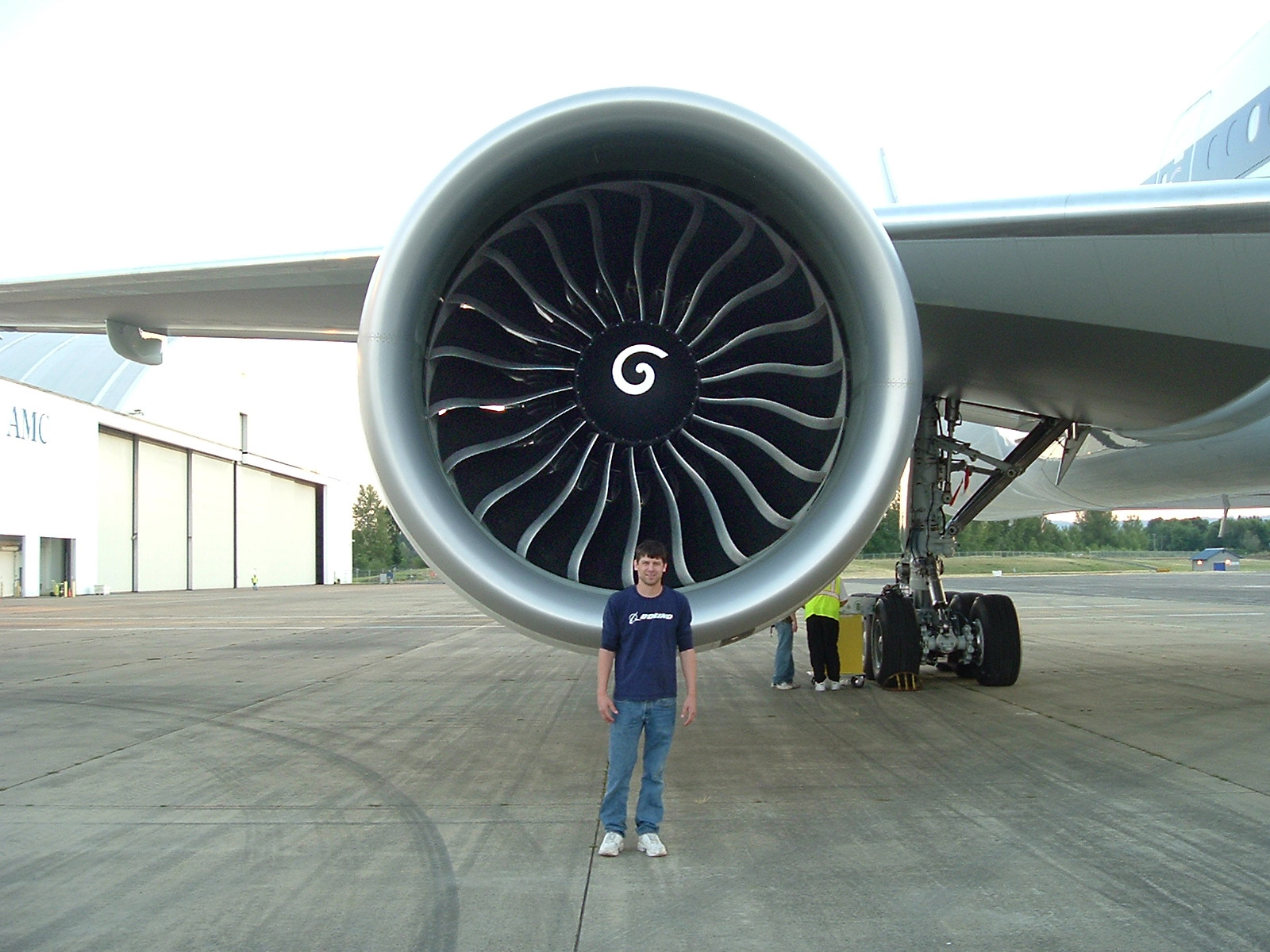
裝在後續客機型號的更強大GE90發動機具有直徑128英寸（330公分）的風扇，而早期型號的風扇直徑為123英寸（310公分），並且採用彎曲葉片而不是直葉片。

777計劃剛開始時，波音就考慮建造超遠程型號，早期計劃以777-100X為中心，不僅重量減輕，還使航程增加。然而，在運營成本相似的情況下，-100X的載客量卻比-200少，從而導致每個座位的成本更高，因此到1990年代末時，其設計規劃就轉向現有型號的遠程版本。
波音董事會在1997年3月批准777-200X和300X的規格：200X分為三個艙等，可容納298名乘客，其最大航程超過8,600海里（15,900；9,900英里）；300X分為三個艙等，可容納355名乘客，其最大航程約為6,600海里（12,200；7,600英里）。設計凍結計劃於1998年5月進行，並在2000年8月200X取得認證後於9月推出，而300X則於2001年1月推出。新的777設計不僅把機翼加寬了1.37（4英尺6英寸）及強化，燃油容量亦得到提升，並將使用類似風扇的簡單衍生動力來提供動力。當中通用電氣提議使用推力454千牛頓（102,000磅力）的GE90-102B發動機，普惠提供推力436千牛頓（98,000磅力）的PW4098發動機，而勞斯萊斯提議使用437千牛頓（98,000磅力）的Trent 8100發動機，也另外研究一款推力超過445千牛頓（100,000磅力）的Trent 8102發動機。波音公司在設計時研究一種半槓桿式鉸接式主起落架，以幫助擁有最大起飛重量為324,600（715,600磅）的-300X更能夠在起飛時將機頭抬升。到1999年1月，當最大起飛重量增至340,500（750,700磅）時，推力要求增至490—510千牛頓（110,000—114,000磅力）。
由於需要推力等級為440千牛頓（100,000磅力）的更強大發動機，因此波音公司特別開設競標，以吸引發動機製造商參與投標。在競選期間，通用電氣提出開發GE90-115B發動機的方案，而勞斯萊斯則提議開發Trent 8104發動機的方案。波音公司在經過評選後於1999年宣布採納通用電氣的提議，因此往後出廠的777型號將只會搭載GE90發動機。
2000年2月29日，波音以「777-X」開啟下一代雙發噴氣機計劃，並開始向航空公司發出報價。但在2000年代初期，因為行業低迷導致發展放緩，因此該計劃的首個型號777-300ER是在法國航空訂購10架飛機以及額外承諾的情況下推出的。2003年2月24日，-300ER首飛，並在2004年3月16日獲得FAA和EASA（歐洲航空安全局，JAA的後繼者）適航認證。-300ER客機於2004年4月29日首次交付給法航，並結合-300的額外運能和-200ER的航程，而成為2000年代末最暢銷的777機型。其他航空公司也因為777的運營成本較低而得到利益，因此陸續用雙發噴氣式飛機來取代了類似的四引擎機型。
第二個遠程型號777-200LR於2005年2月15日推出後，於2005年3月8日完成首飛，2005年11月10日，以22小時又42分鐘的飛行時間從香港向東飛行11,664海里（21,602；13,423英里）至倫敦，不僅創下客機最長不中斷飛行紀錄，還因為超越了-200LR的標准設計航程而被載入《吉尼斯世界紀錄》，隨後-200LR在2006年2月2日獲得FAA和EASA的認證，並在24天後首次交付給巴基斯坦國際航空公司。
量產貨機型號777F於2008年5月23日推出，並於2008年7月14日首飛。該飛機採用-200LR的結構設計和發動機規格以及基於-300ER設計的油箱。該貨機於2009年2月6日獲得FAA和EASA認證後，於2009年2月19日首次交付給啟動客戶法國航空。

### 生產發展
波音777在最初的銷售量是僅次於波音747，不過在2000年代以後成為波音公司銷售最佳的寬體客機，777在2000年的銷售收入估計占波音公司稅前收入約4億美元，比747多出5,000萬美元，到2004年就佔據波音寬體飛機銷售收入的一大部分。第二代777訂單在2007年當時已接近350架，因此波音在同年11月宣布到2012年前交付的所有飛機均已售畢。儘管777訂單還有356份未完成，但按照2008年標價計算來看，其價值就高達950億美元。
雖然波音在2010年當時計劃在2011年中期將每月777生產量從5架增至7架，並在2013年初增至8.3架，然而根據報導，在2011年投入使用的波音787夢幻客機不僅將會是波音黃石專案替代飛機計劃的第一階段，其技術還會被運用在Yellowstone3新的飛機系列並取代777。儘管如此，一架-300ER作為第1,000架777客機在2011年11月開始組裝，並於2012年3月交付予阿聯酋航空。
到2000年代末，由於空巴計劃中的A350 XWB和波音公司擬議的787將會提供更良好的燃油效率，而777將會是這些潛在飛機的競爭對手，因此777-300ER在發動機和空氣動力方面做了改良，以減少777的阻力和重量。777在2010年進一步增大零燃油重量2,300（5,000磅），相當於20-25名乘客的有效載荷，其GE90-115B1發動機的推力也增加1-2.5%，有利於增加在高海拔機場的起飛重量。波音在2012年底計劃要進一步改良777，包括延長翼展、使用複合材料機翼、新動力裝置和不同的機身長度等，據報導，阿聯酋航空在該項目上與波音公司密切合作，並將成為新世代777的潛在啟動客戶。在此期間，中華航空訂購10架777-300ER飛機，不僅取代執行長途跨太平洋航線的747-400飛機（其中第一架飛機於2014年投入使用），還指出777-300ER的座位成本比747的低約20%（因燃油價格而異）。

### 第三代型號

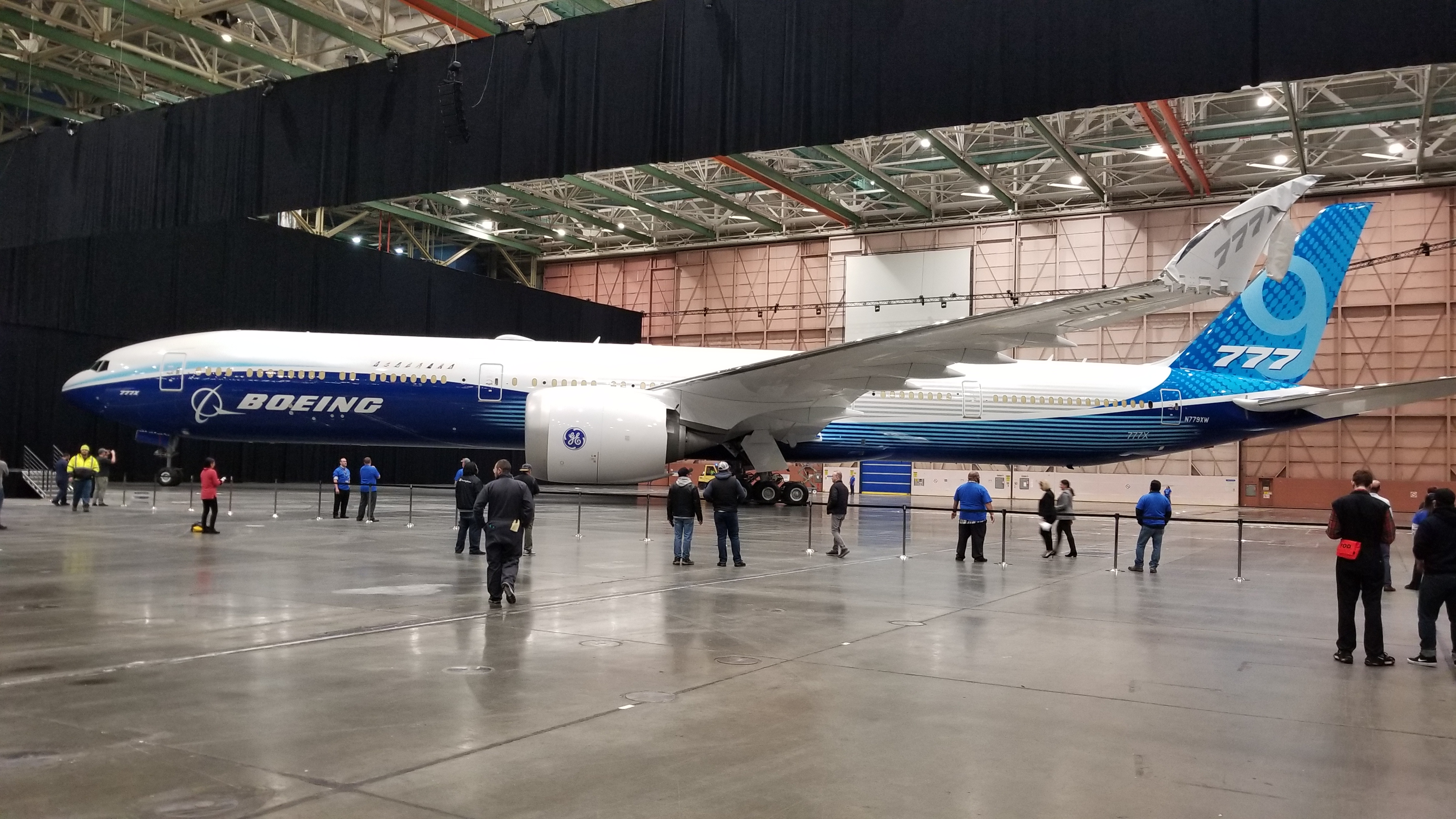
改進和更新的波音777-9X於2019年3月13日推出

2010年代中期，777已成為國際最長航班上的主流機型，並成為跨太平洋航線使用最廣泛的客機，該類型的機型運營著超過一半的定期航班，並由大多數跨太平洋航空公司運營，因此波音公司在2013年11月從漢莎航空、阿聯酋航空、卡達航空和阿提哈德航空取得總計259架飛機的訂單後，正式啟動了777X計劃。777的第三代推出777-8和777-9兩個型號，其中777-9是進一步加長的型號，可容納超過400名乘客，航程超過8,200海里（15,200；9,400英里），而777-8預計可容納約350名乘客，航程超過9,300海里（17,200；10,700英里），兩種型號都將配備新一代GE9X發動機，並配有折疊翼尖的新型複合材料機翼，而777X系列的首個型號777-9在計劃宣佈時預計將於2020年投入使用。
到2014年4月，777的累計銷量超過747，成為最暢銷的波音寬體客機，按照現在的生產速度，預計到2016年中期，777有望成為交付量最多的波音寬體客機。截至2015年2月，未交付的777飛機總數達到278架，然而波音公司卻認為這個數量在目前每月8.3架飛機的生產速度而言，可能在不到三年的時間就完成，因此在2016年1月計畫自2017年起，將777系列的產量從每月8.3架降低至每月7架，以幫助縮小因缺乏新訂單而造成的777和777X之間的產量差距。波音公司原定計畫在2018年將777產量降低至每月5.5架，以便組裝測試777-9飛機，但實際上波音已在2017年8月將777產量降至每月5架。另外，自2020年起，由於2019冠狀病毒病疫情導致新飛機的需求減少，因此波音將777的每月產量從5架削減至兩架。

### 更新和改良

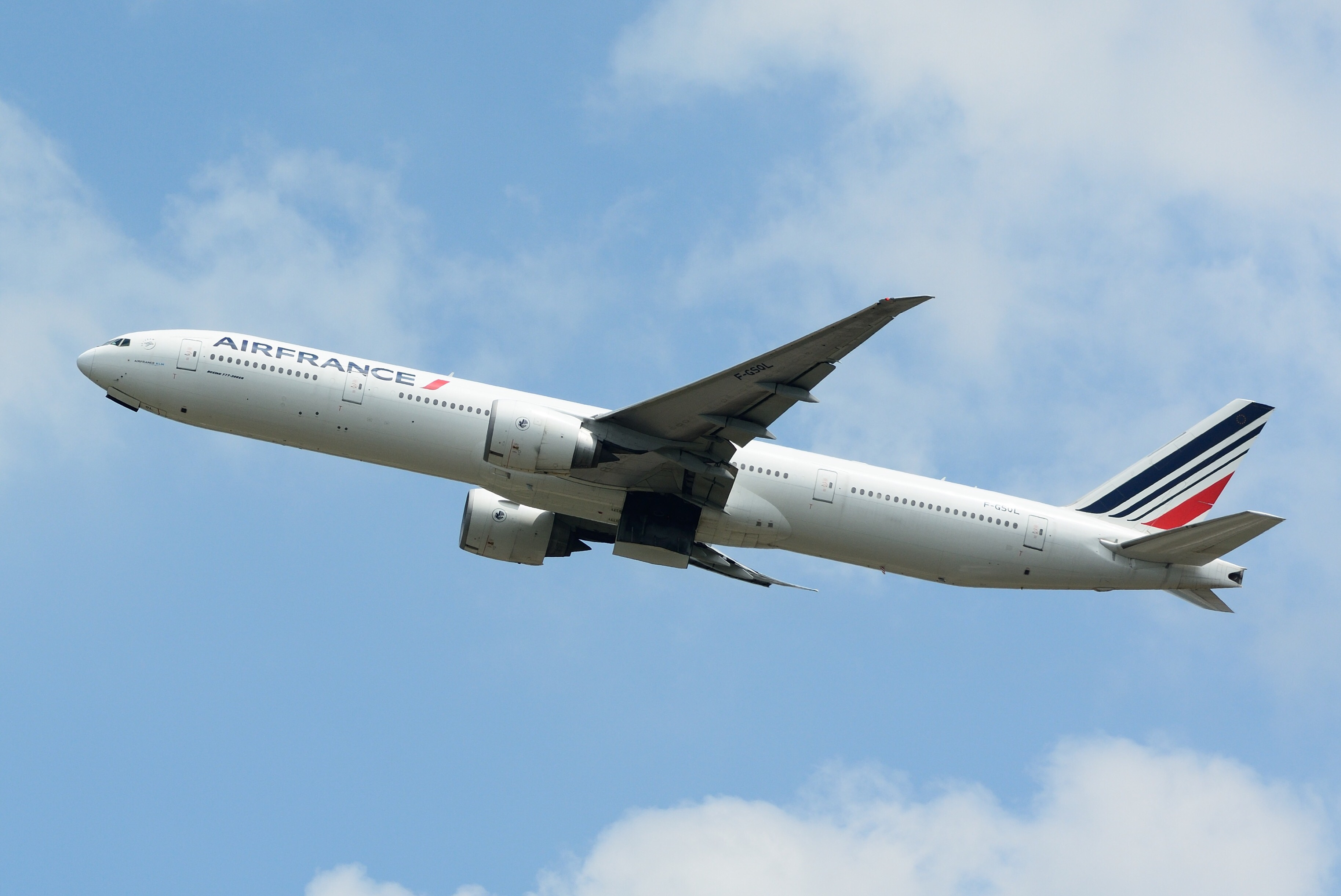
法國航空於2004年4月29日接收第一架777-300ER客機

在開發第三代波音777X的同時，波音與通用電氣合作，將在產的777-300ER飛機的燃油效率提高2%。通用電氣改良了GE-90-115渦輪風扇發動機中的風扇零件和高壓壓縮機第一級整体叶盘，並減小了巡航期間渦輪葉片尖端與護罩之間的間隙。通用電氣表示，這些改良可將燃油消耗降低0.5%，而波音公司對機翼進行的改裝旨在提供剩餘的飛機。波音公司表示，777-300ER的燃油消耗每提高1%，就意味著在同樣的燃油負載下，飛機能夠再飛行75海里（139；86英里），或者在“負載有限”的航班中增加10名乘客或1,100（2,400磅）貨物。
波音公司在2015年3月公佈更多改良細節，包括將777-300ER的機身頂部替換成類似787的拉桿和復合材料集成面板，從而減輕820（1,800磅）的重量，接著導入新的飛行控制軟件，使新飛機不再安裝尾橇，無論飛行員如何過度操控升降舵，機尾都不會觸地。再來是重新設計內側襟翼整流罩，並通過減少機翼下側的壓力來減少飛機阻力，其外側傾斜翼尖最初是為麥道MD-12項目開發的，但因具有發散的後緣而被波音公司描述為“窮人的翼型”，最後則是涉及升降舵修正偏差。這些改良是為了提高燃油效率，並允許航空公司在飛機上增加14個額外座位，從而將每個座位的燃油效率提高5%。
考慮到將777X推向市場所需的時間較長，波音公司繼續開發改良套件，以提高燃油效率並降低現有產品的價格。聯合航空在2015年1月訂購10架777-300ER當中，通常每架售價約為1.5億美元，但僅需約1.3億美元的折扣價來支付這個訂單，使波音能在777X投產前繼續777生產線，至於777X原型機（777-9）於2019年3月13日推出。
到2019年為止，-200ER的單位售價為3.066億美元，-200LR為3.469億美元，-300ER為3.755億美元，777F為3.523億美元。

## 設計

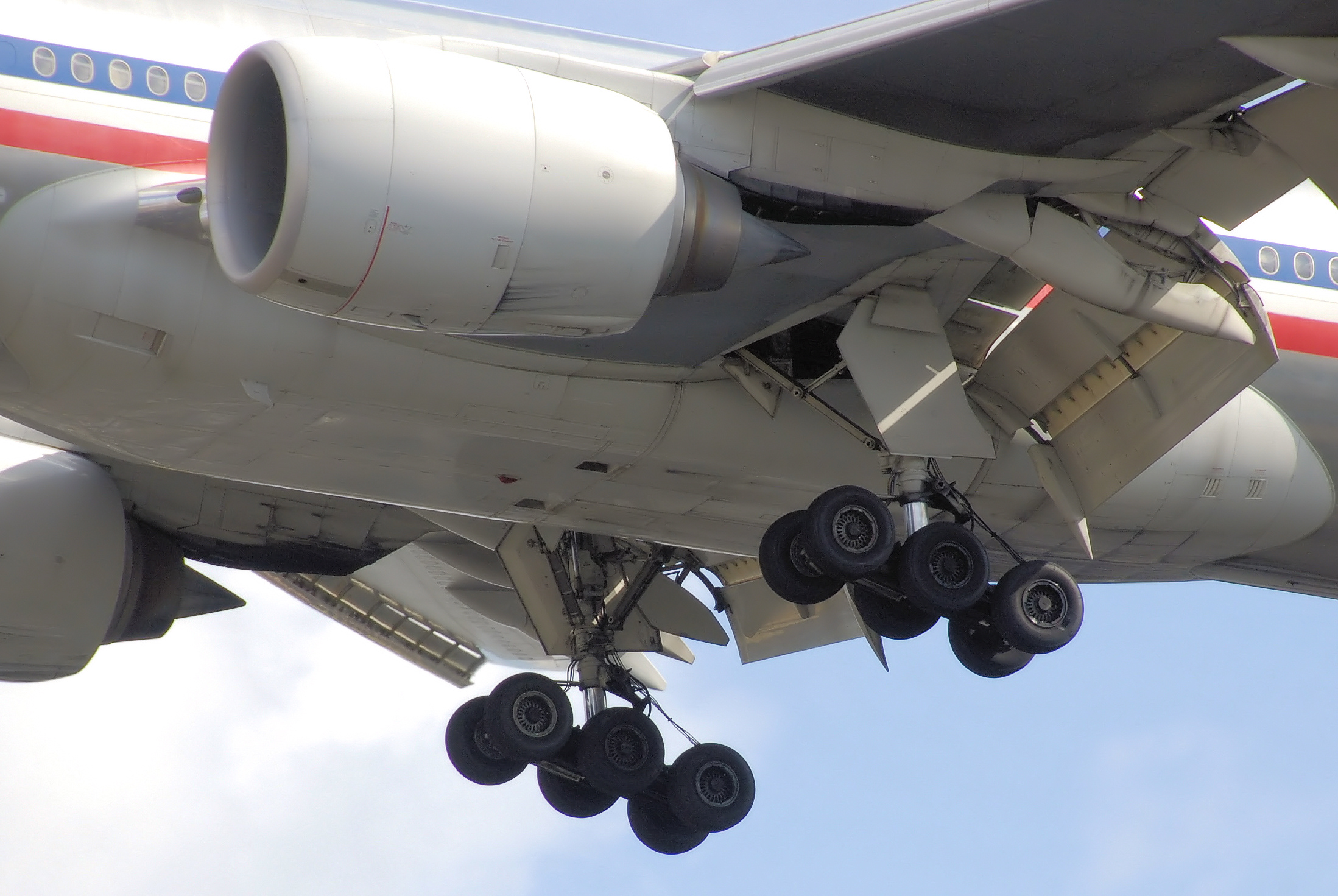
美國航空波音777-200ER的遄达800發動機以及加長縫翼、襟翼和起落架

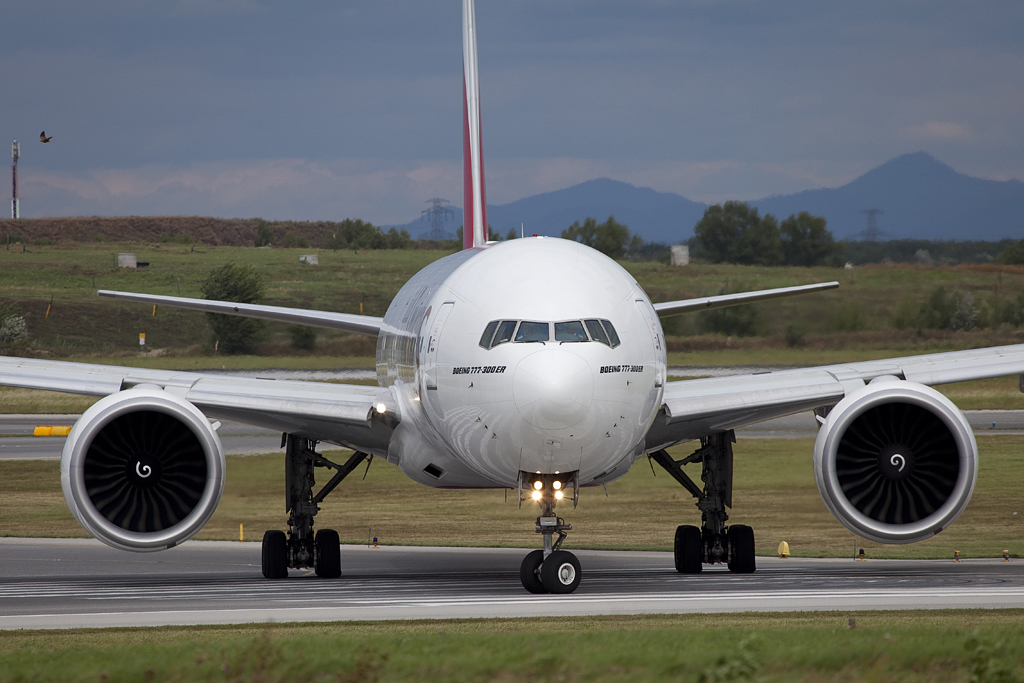
阿聯酋航空777-300ER的前視圖，顯示機身輪廓、機翼二面角和GE90發動機

波音在777設計中引入了多項先進技術，包括全數位化的線傳飛控系統、完全軟件可配置的航空电子設備、霍尼韦尔LCD玻璃駕駛艙飛行顯示器，以及首次在商用客機上使用光纖航空電子網絡。波音公司利用已取消規劃的波音7J7區域型噴射機的成果，採用了所選技術的類似版本。2003年，波音公司開始提供駕駛艙电子飞行包電腦顯示器的選項，並在十年後宣布升級後的777X機型將採用787的機身、系統和內裝技術。

### 線傳飛控系統
在設計777作為波音第一款採用線傳飛控系統的商用飛機時，波音公司決定保留傳統的控制桿，而不是改用許多數位飛行控制戰鬥機和許多空中巴士客機所使用的側桿控制器。除了傳統的操縱桿和方向舵控制裝置外，駕駛艙還採用簡化的佈局，保留了與以前的波音型號的相似之處。線傳飛控系統還集成了飛行包線保護功能，可在電腦計算的操作參數框架內指導飛行員輸入，以防止失速、超速和過度應力的操作。另外，飛行員在必要時可以覆蓋該系統，因此線傳飛控系統是配備機械備用系統的。

### 機體和系統

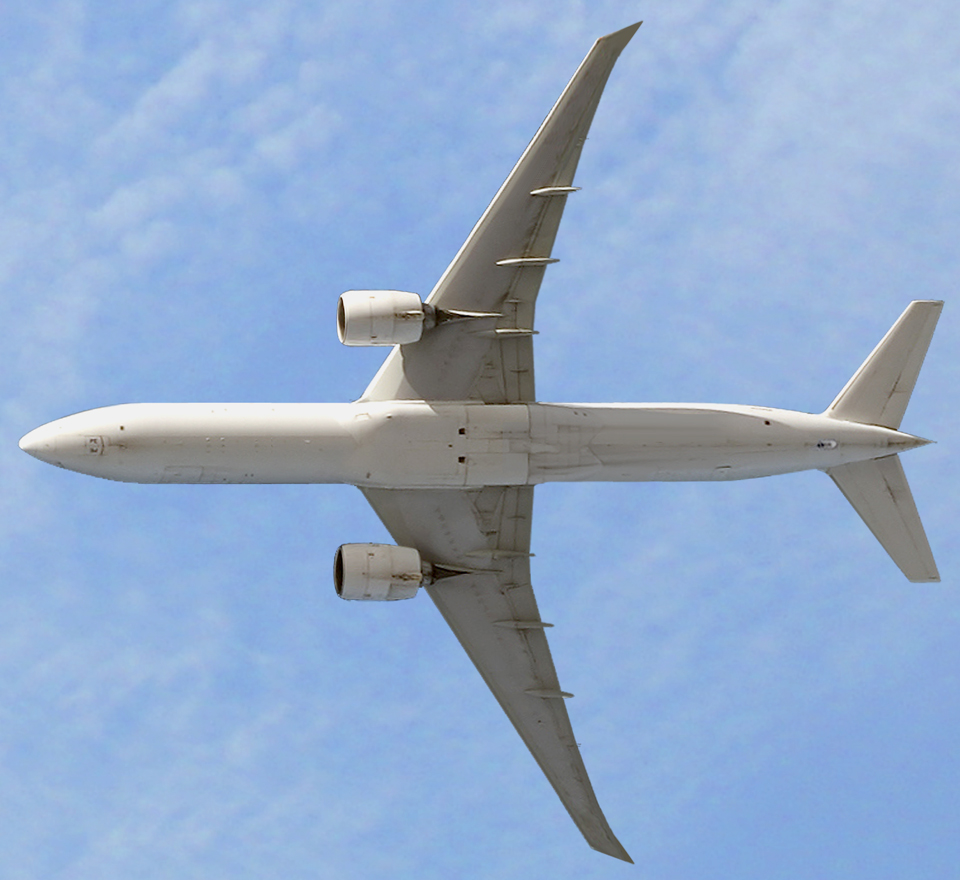
帶有傾斜翼尖的波音777-300ER飛機的平面圖

777的機翼採用超临界机翼設計，後掠角為31.6度，並針對0.83馬赫的巡航速度進行了優化（飛行測試後修改為最高0.84馬赫）。與以前的客機相比，機翼的設計厚度更大，跨度更長，從而具有更大的有效載荷和航程，並改善的起飛性能和更高的巡航高度。機翼還可以用作燃料儲存，航程較遠的型號能夠攜帶多達181,300公升（47,890美制加侖）的燃料。這些效能使777-200LR能夠運營超長距離、跨極地航線，例如多倫多至香港航線。2013年，升級後的777X將會推出由複合材料製成的新型機翼、具有更寬的跨度、和基於787機翼的設計特點。
777首次推出時提供了6.40（21英尺）長的折疊翼尖，以吸引可能使用適合小型飛機停靠登機口的航空公司，但沒有航空公司採購這樣設計方案的飛機，而在2013年公布升級版777X的設計方案時，折疊翼尖作為一項設計功能再次出現。較短的3.35（11英尺）折疊翼尖將允許777X型號使用與早期777相同的機場登機口和滑行道，這些較小的折疊翼尖比早期777規劃的折疊翼尖更簡單，僅影響內部翼尖燈具所需的接線而已。

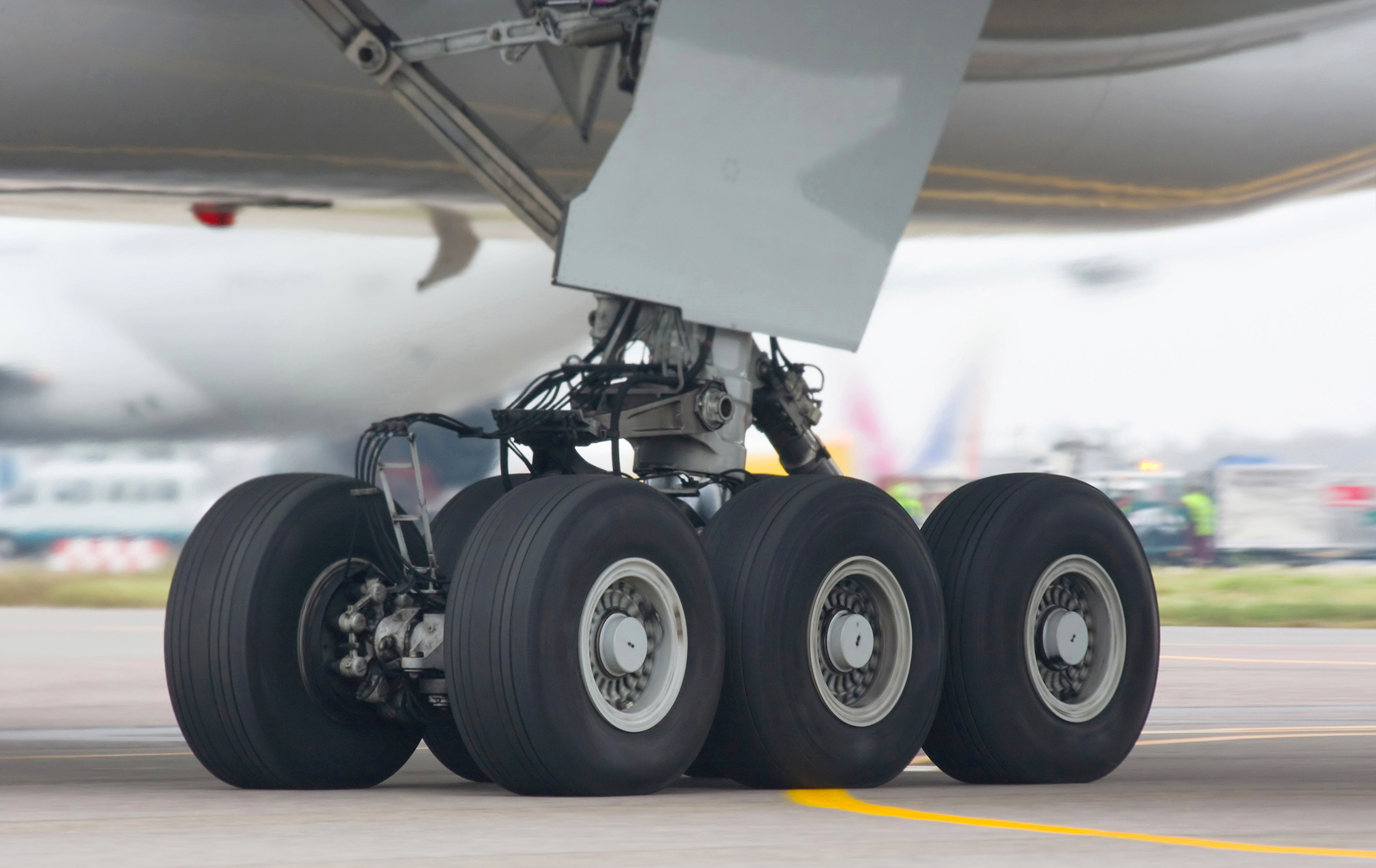
波音777的六輪起落架

777机体採用了複合材料，其重量佔其原始結構重量的9%（777-8和777-9之外的所有型號），其製成的零件包括機艙地板和方向舵，而主機身橫截面呈圓形，向後逐漸變細，形成葉片形尾錐，並帶有面向端口的輔助動力裝置。777還配備史上最大起落架和最大輪胎，其六輪轉向架旨在將飛機的負載分散到較寬的區域，而不需要額外的中心線齒輪，其效能有助於減輕重量並簡化飛機的制動和液壓系統。777-300ER的六輪主起落架，其每個輪胎可承受26,980（59,490磅），比747-400等其他寬體飛機來得重。該飛機具有三余度液壓系統，在著陸時只需要一個系統，而冲压空气涡轮機是一種可以提供緊急動力的小型可伸縮裝置，也安裝在機翼根部整流罩中。

### 內裝

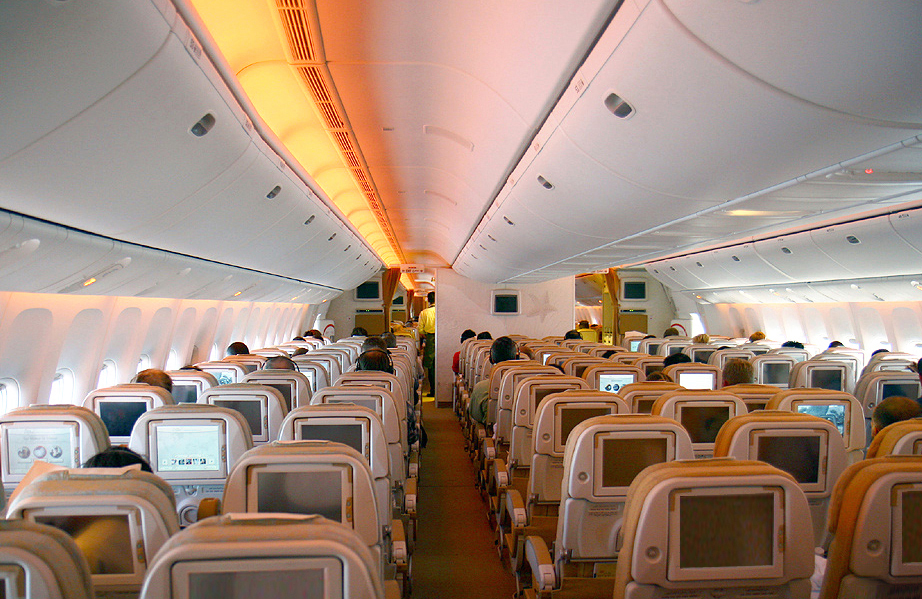
阿提哈德航空波音777-300ER的經濟艙採用3-3-3布局

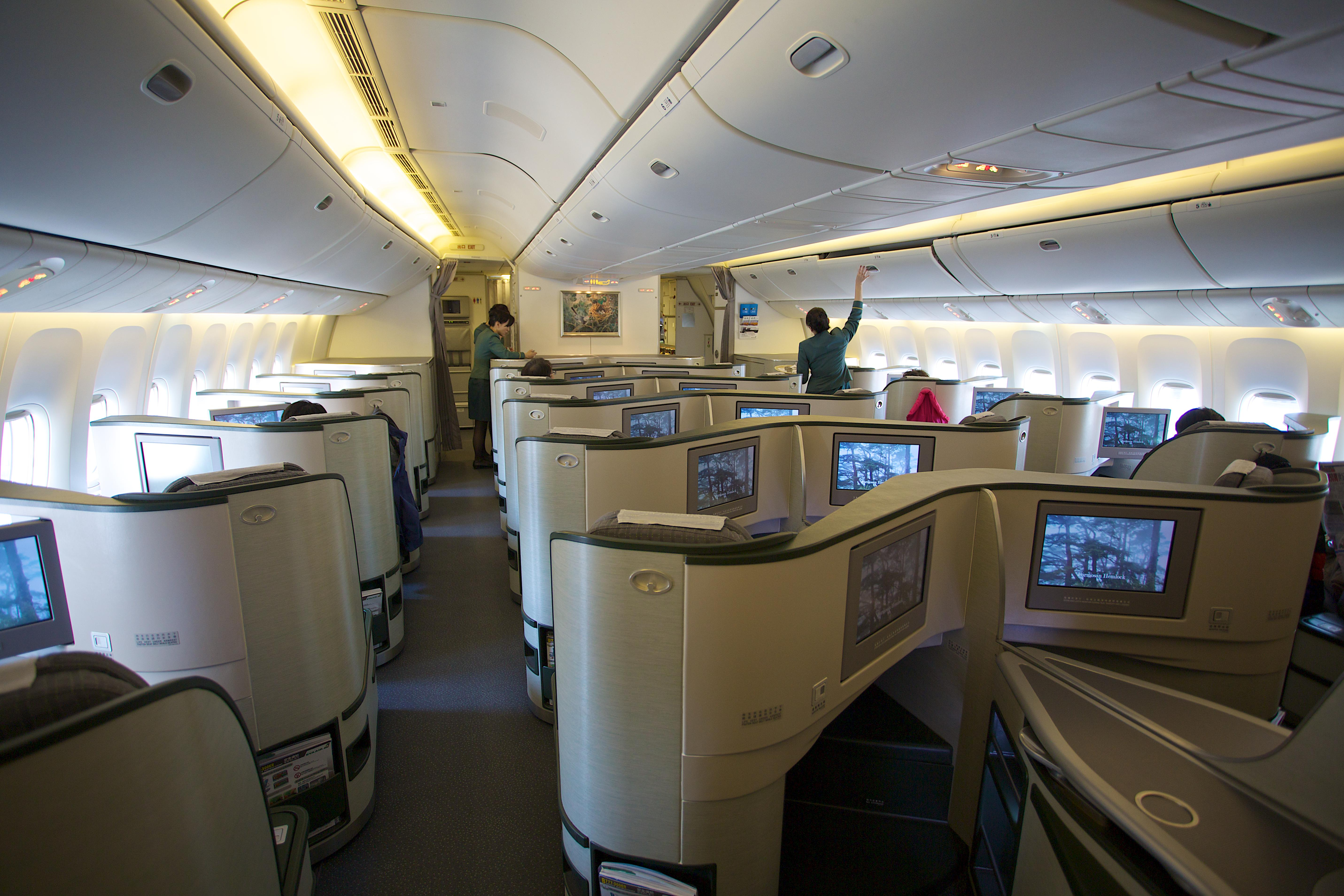
長榮航空波音777-300ER的皇璽桂冠艙（商務艙）採用1-2-1反魚骨式座椅布局

最初的777內裝，稱為「波音概念客艙」，具有弧形面板、更大的頭頂行李箱和間接照明，每排座位的範圍從頭等艙的4或6個到經濟艙的10個，而在787、777-8和777-9登場前，777的窗戶是所有商用客機中最大的，尺寸為380×250（15×10英寸）。客艙還設有“彈性運用空間”，可以在整個內部空間放置水、電、氣動和其他連接點，並使航空公司在調整客艙佈置時能夠快速又輕鬆地移動座位、廚房和衛生間。部分飛機還配備了供非航空用途的VIP內飾，而波音公司設計了一種可緩慢關閉的液壓阻尼馬桶座蓋鉸鏈。
2003年，波音公司在777飛機上推出了客艙頂部的機組人員休息室。前半部的機組人員休息室位於主客艙上方，通過樓梯連接，設有兩個座位和兩個床位，而後半部的機組人員休息室則設有多個床位。此後，標誌性內裝已適用於其他波音寬體和窄體飛機，包括737NG、747-400、757-300和較新的767-400ER，而747-8和767-400ER更是採用比777更大、更圓的窗戶。
2011年，《飛行國際》報導稱，波音公司正在考慮將777上的標誌性內裝更換為與787類似的新內裝，作為在所有波音客機上實現“共同客艙體驗”的一部分。隨著777X於2013年推出，波音公司確認將會採用787客艙元素和更大的窗戶，並於2014年發布更多細節當中包括重新設計的客艙側壁以提供更大的內部空間、隔音技術和更高的客艙濕度。
法航的777-300ER，其座位數共有472個，比任何航空公司擁有的777所配置的座位數量還要多，每公里可用座位成本（CASK）約為0.05歐元，類似於水平航空的314座空客A330-200，這是其低成本、長途飛行的基準。與法國海外省的類似目的地競爭的加勒比海航空在A350-900上擁有389個座位，在-1000上擁有429個座位，而法國蜜蜂航空的A350-900擁有411個座位，在經濟艙方面設有一排10個座位，所以座位數甚至更加密集。根據法航的數據，法國蜜蜂航空的A350-900其CASK值來到0.04歐元，而後續推出A350-1000的480個座位，其CASK值又更低。

## 型號
波音公司使用機身長度和航程這兩個特徵來定義其777型號。客運和貨運能力因機身長度而異，像是與基礎型777-200相比，777-300的機身更長。此外也定義了三個航程類別：A型市場將涵蓋國內和區域運營，B型市場將涵蓋從歐洲到美國西海岸的航線，C型市場將涵蓋最長的跨太平洋航線。A型市場將包括4,200海里（7,800；4,800英里）的航程、最大起飛重量為234公噸（516,000磅）的飛機，可載353至374名乘客，並由推力為316千牛頓（71,000磅力）的發動機提供動力；緊接著是B型市場，將配置航程為6,600海里（12,200；7,600英里）、單發推力為365千牛頓（82,000磅力）、最大起飛重量為263公噸（580,000磅），並可容納三艙等共286名乘客的飛機，是A340的競爭對手，也是A型市場基礎上的409至434名乘載客量之延伸；最後將會有一個航程達7,600海里（14,100；8,700英里），並搭載推力400千牛頓（90,000磅力）的發動機之C型市場飛機。
當提及不同的型號時，國際航空運輸協會（IATA）編碼將777機型代號和-200或-300型號代號縮寫為“772”或“773”，而國際民用航空組織（ICAO）的飛機型號編碼系統在此情況下會在前面加上製造商的字母，例如波音的代號為“B”，因此為“B772”或“B773”。設計型號可能會在ICAO中附加一個範圍表示，例如ICAO表示777-300ER的“B77W”，IATA則表示此為“77W”，而其他例子還包括-300ER的“773ER”和“773B”。

### 777-200

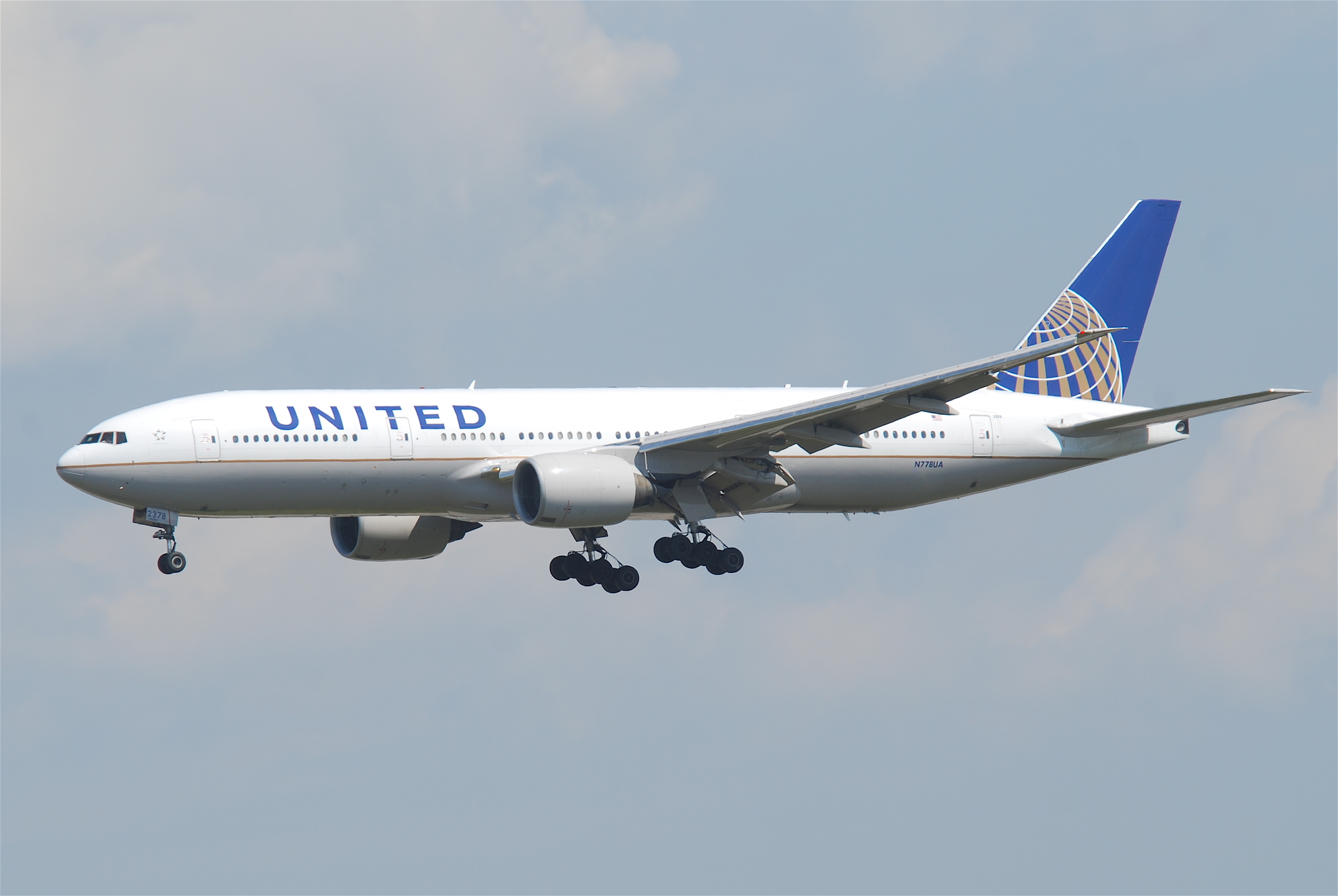
聯合航空為777-200的起始客戶

最初的777-200於1994年6月12日首飛，並於1995年5月15日首次交付給聯合航空公司。-200配備247公噸（545,000磅）的最大起飛重量和推力340千牛頓（77,000磅力）的發動機，航程為5,240海里（9,700；6,030英里），三艙配置可容納305名乘客，並與空客A330-300飛機相互競爭。雖然-200主要由美國國內航空公司營運，但也有一些亞洲航空公司和英國航空公司也採用該機型。截至2018年，九個不同的-200客戶已接收了88架飛機，其中55架已投入航空服務，到2021年9月，在疫情的肆虐下，-200已全部停止服務並做封存或除役處理。
2016年，聯合航空將其全部19架-200飛機的運營轉移到包括往返夏威夷在內的美國國內航線，並將經濟艙座位重新配置為每排10個來增加乘載客量，另外自2019年起，波音公司從777型號製造價格清單中移除-200型號，表示已不再銷售。

### 777-200ER

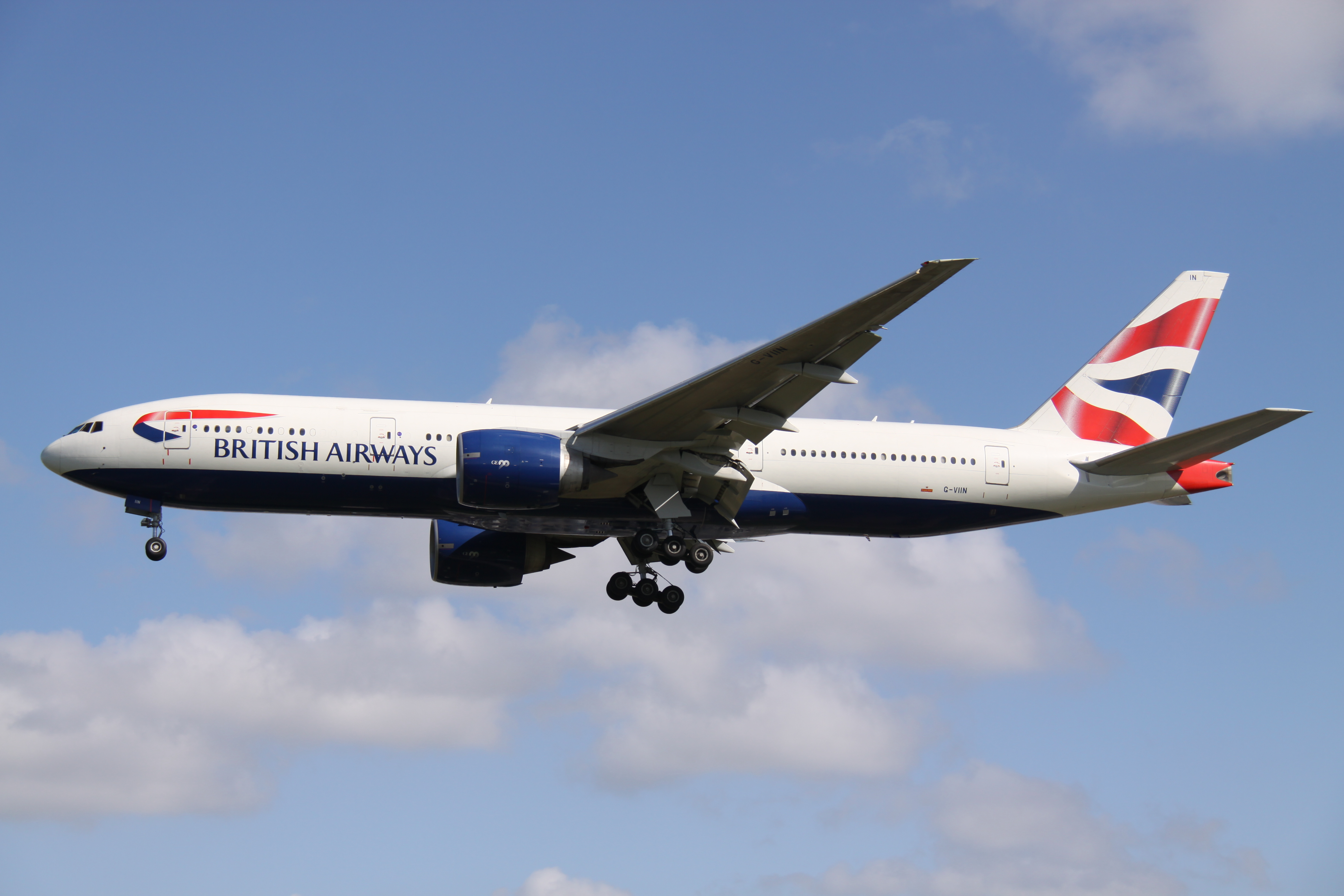
英國航空為777-200ER的起始客戶

B型市場的777-200ER（“ER”代表增程）最初稱為777-200IGW（增加總重），具有額外的燃油容量和增加的MTOW，可實現跨洋航線。這架飛機型號配備298公噸（658,000磅）最大起飛重量和推力417千牛頓（93,700磅力）的發動機，其航程為7,065海里（13,084；8,130英里），並與A340-300競爭。新型-200ER的售價從服役時的1.1億美元上升到2007年的1.3億美元，而一架2007年交付的777型號十年後售價為3000萬美元，甚至最舊型號的價值更是降到大約5-600萬美元，因此這樣的售價是取決於發動機的剩餘使用壽命。
-200ER的發動機可以在交付時可進行降功率處理，並降低發動機推力以適用於較短航程，從而降低最大起飛重量、降低購買價格、和著陸費用，但可以重新調整為標準滿功率運作，因此新加坡航空訂購的-200ER飛機當中就有超過一半做了降功率處理。
-200ER在1997年2月6日首次交付給英國航空公司，到了2018年已有338架投入航空公司服役，截至2019年，已全部完成來自33個客戶共422份訂單，然而到2021年9月的疫情攪局之下，不到該型號總數量二分之一的182架仍繼續營運，而大部分作封存或退役處理。

### 777-200LR

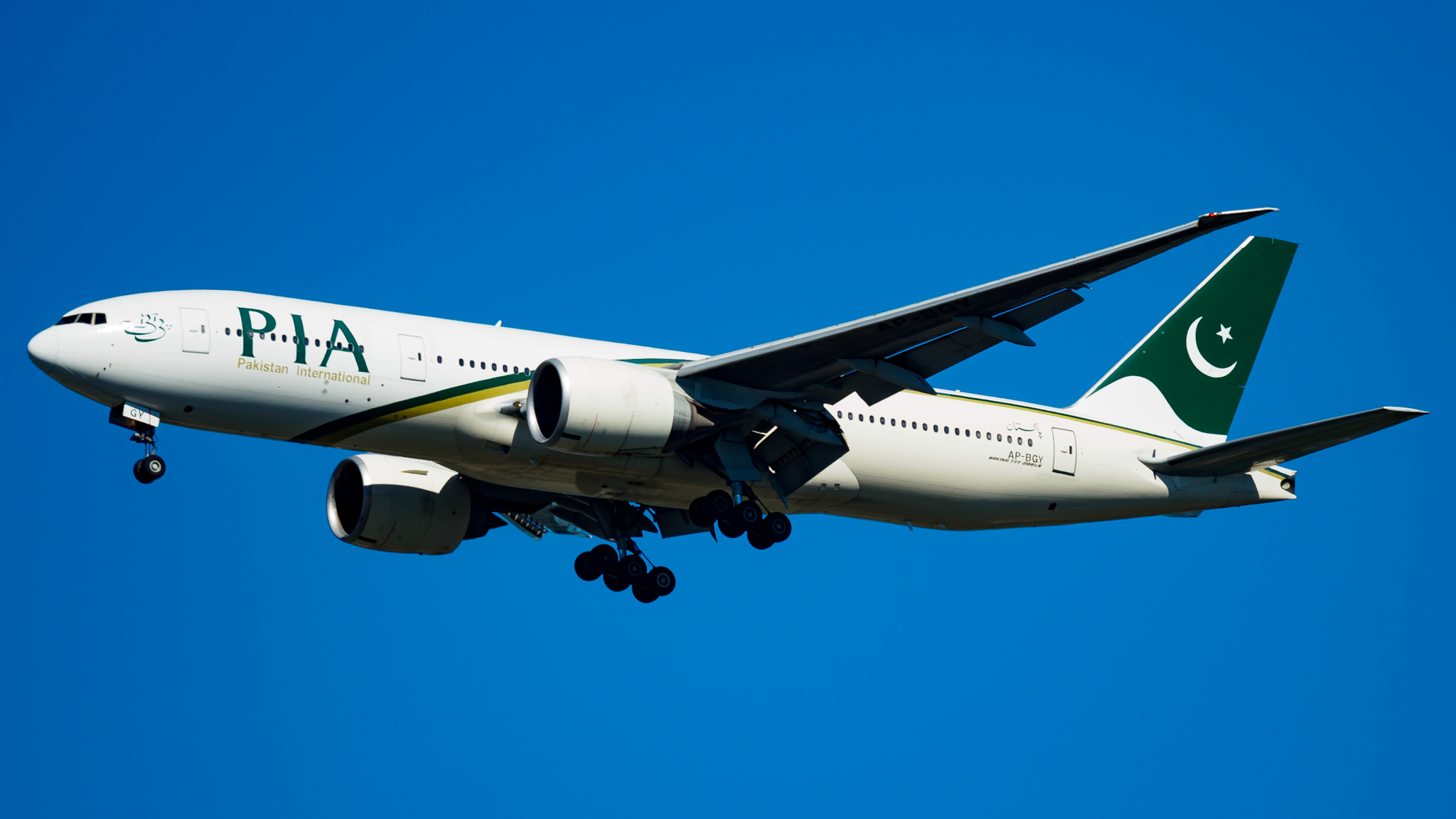
巴基斯坦國際航空為波音777-200LR的起始客戶

777-200LR（“LR”代表遠程）是針對C型市場所製造的機型，2006年投入使用後，成為航程最長的商用客機之一。儘管該機型仍然受到ETOPS限制，但因為可以連接世界上幾乎所有機場，且保持著商業客機最長直飛航班的世界紀錄，而被波音公司稱之為「Worldliner」。截至2017年，-200LR的最大設計航程為8,555海里（15,844；9,845英里），主要用在超長途航線，例如洛杉磯到新加坡，並與現已停產的A340-500HGW和當前的A350-900ULR等類似性能的空客飛機相互競爭。
-200LR與-300ER一起開發，不僅增加最大起飛重量和後貨艙中的三個可選輔助油箱，還包括延伸傾斜翼尖、重新設計的主起落架以及額外的結構強化。與-300ER和777F一樣，-200LR不僅配備延伸3.9（12.8英尺）的翼尖部分，這架飛機還以GE90-110B1或GE90-115B渦輪風扇發動機來提供動力。第一架-200LR於2006年2月26日交付給巴基斯坦國際航空公司，而12家不同的-200LR客戶共接收了61架飛機。到2018年為止，有50架-200LR機型正在服役中，其中阿聯酋航空以擁有10架LR型飛機成為LR型的最大運營商，然而到2021年9月，在61架-200LR客機當中，剩下38架繼續服務，而有部分航機進入封存或退役階段。

### 777-300

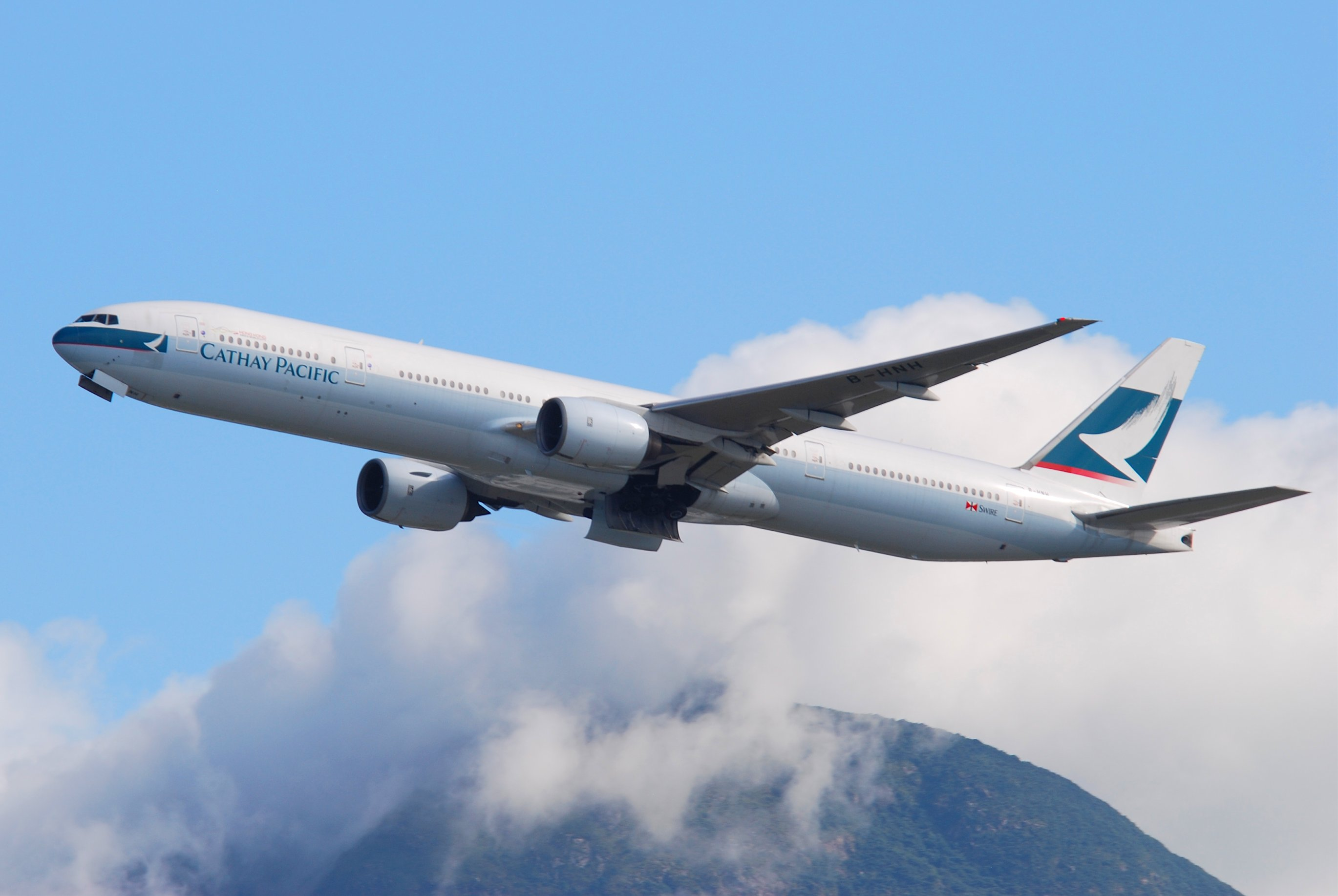
國泰航空為777-300的起始客戶

777-300於1995年6月26日在巴黎航展首次公開後，於1997年3月開始組裝，7月21日機體拼接，9月8日下線，10月16日首飛。777的設計目的是為了擴展20%客運量，包括三艙座位增加60個，達到近370個；兩艙座位增加75個，達到451個；全經濟艙座位（如747SR）最多達到550個座位。10.1（33英尺）的延伸是由前面相當於10個窗戶距離的5.3（17英尺），以及後面相當於9個窗戶距離的4.8（16英尺）組成，因此總長度延長到73.8（242英尺），比747-400長3.4（11英尺）。它使用-200ER的171,200公升（45,200美制加侖）燃油容量和推力374—436千牛頓（84,000—98,000磅力）的發動機，其最大起飛重量為263.3至299.6公噸（580,000至661,000磅）。
777-300具有用於滑行的地面機動攝像機和用於仰轉的機尾擦地，而擬議最大起飛重量為324.6公噸（716,000磅）的-300X則需要一個半槓桿式主起落架。其機翼機身第44節的蒙皮厚度從-200的6.3（0.25英寸）至-300的11.4（0.45英寸）而受到強化，並安裝了一對疏散門。典型三艙等佈局中勞斯萊斯發動機的運行空重為155.72公噸（343,300磅），而類似配置的-200則為139.38公噸（307,300磅）。波音希望到2006年交付170架-300，因此到2002年為止每年生產28架，以取代早期的波音747，從而減少三分之一的燃油消耗，並降低40%的維護成本。
777-300配備300公噸（660,000磅）的最大起飛重量和推力400千牛頓（90,000磅力）的發動機，航程為6,005海里（11,121；6,910英里），三艙等共可容納368名乘客。八個不同的客戶已接收了該型號的60架飛機，其中18架由PW4000提供動力，42架由RR Trent 800提供動力，然而，沒有任何-300飛機訂單採用GE90發動機是因為GE90從未在此型號上獲得認證。在2006年完成最後一架-300的交付後，截至2018年共有48架-300投入運營，到2021年9月，在所有60架-300客機當中，僅剩6架繼續服務，而大部分客機則進入封存或除役階段。

### 777-300ER

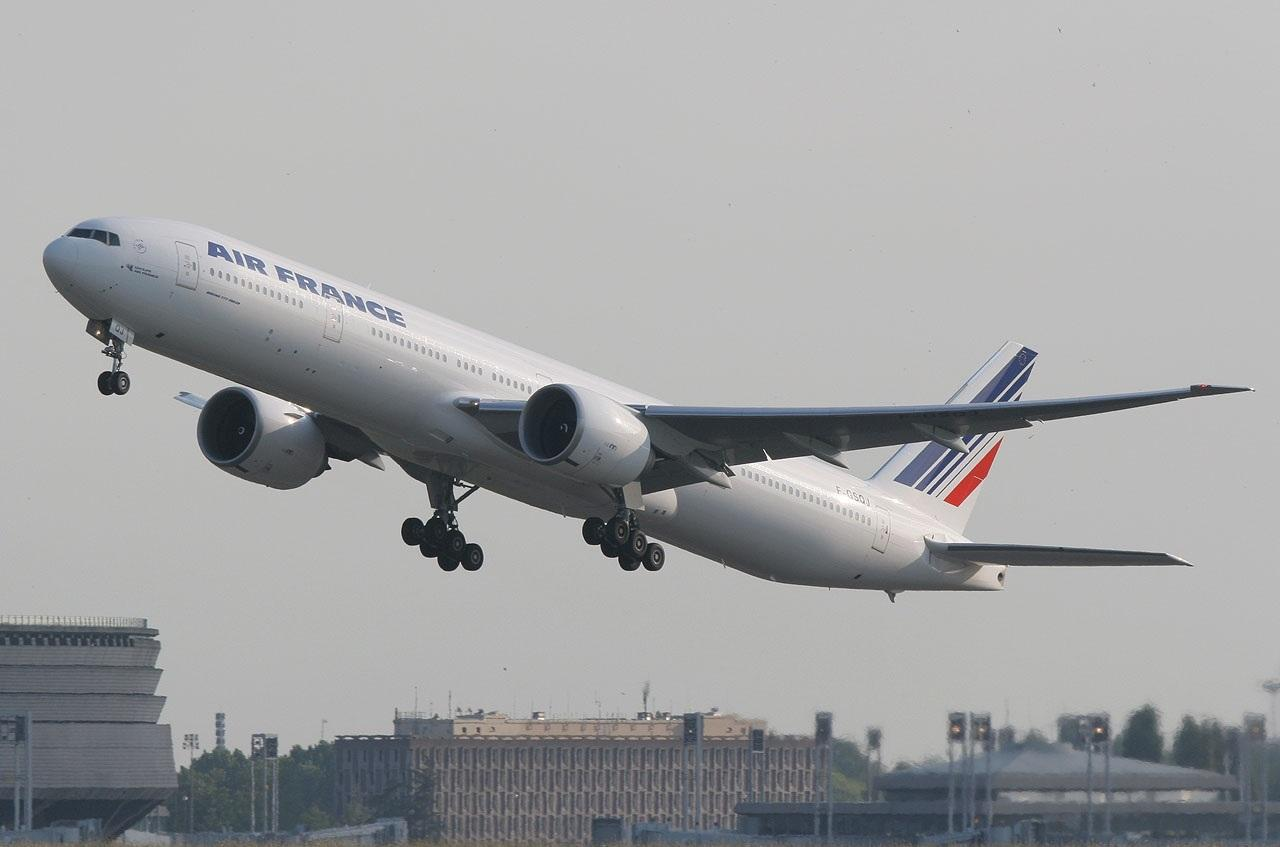
一架採用法國航空塗裝的777-300ER飛機，該航空公司是最暢銷機型的起始客戶

777-300ER（“ER”代表增程）是-300的B型市場版本，其更高的最大起飛重量和增加的燃油容量允許最大航程為7,370海里（13,650；8,480英里），而兩艙座位安排可容納396名乘客。777-300ER具有傾斜和延伸的翼尖、強化的機身和機翼以及改良的主起落架，其機翼的展弦比值為9.0。-300ER由GE90-115B渦輪風扇發動機提供動力，其最大推力為513千牛頓（115,300磅力）而成為世界上最強大的噴氣發動機。
飛行測試後，其空氣動力的改良使燃油消耗額外減少了1.4%。在0.839馬赫（555節；1,028每小時）、飛航空層300、溫度-59°C和232.9公噸（513,400磅）重量下，-300ER每小時會燃燒7.8公噸（17,300磅）燃料。空機重量為168.6公噸（371,600磅）。在飛機配置中，在重量為216,370（477,010磅），飛航空層為350的狀態時，預計運行空重為168,560（371,610磅），在M0.84/472節（874每小時）的狀態下，總燃油流量約為每小時6,790（14,970磅），而在M0.87/506節（937每小時）狀態下則上升至每小時8,890（19,600磅）。
自推出以來，-300ER一直超越競爭對手A330/340系列，成為雙噴氣發動機銷售的主要推手，而直接競爭對手包括空客A340-600和A350-1000，其中使用2台發動機的777-300ER相對於使用4台發動機的A340-600，其典型運營成本優勢約為8-9%。鑑於-300ER具有「可以省下20%燃油消耗」的優勢，多家航空公司在燃油價格上漲的情況下購買了-300ER作為747-400的替代機型。截至2015年，-300ER的每座每小時成本為44美元，空客A380的每座每小時成本約為50美元（每小時運營成本約為26,000美元），而波音747-400的每座每小時成本為90美元。在-300ER來到巔峰的時候，一架新飛機的價值為1.5億美元，不過到2019年，其價值就降到1,700萬美元。
第一架777-300ER於2004年4月29日交付給法國航空公司，隨後在2010年的訂單量和2013年的交付量上均超過了-200ER而成為最暢銷的777型號。截至2018年，已有784架波音777-300ER投入使用，截至2019年，-300ER的交付數量總計來到810架，還有34架未完成，雖然到2021年9月經歷嚴峻的疫情，但在827架-300ER客機當中，仍有703架維持營運，而少部分做封存或退役處理。

### 777F貨機

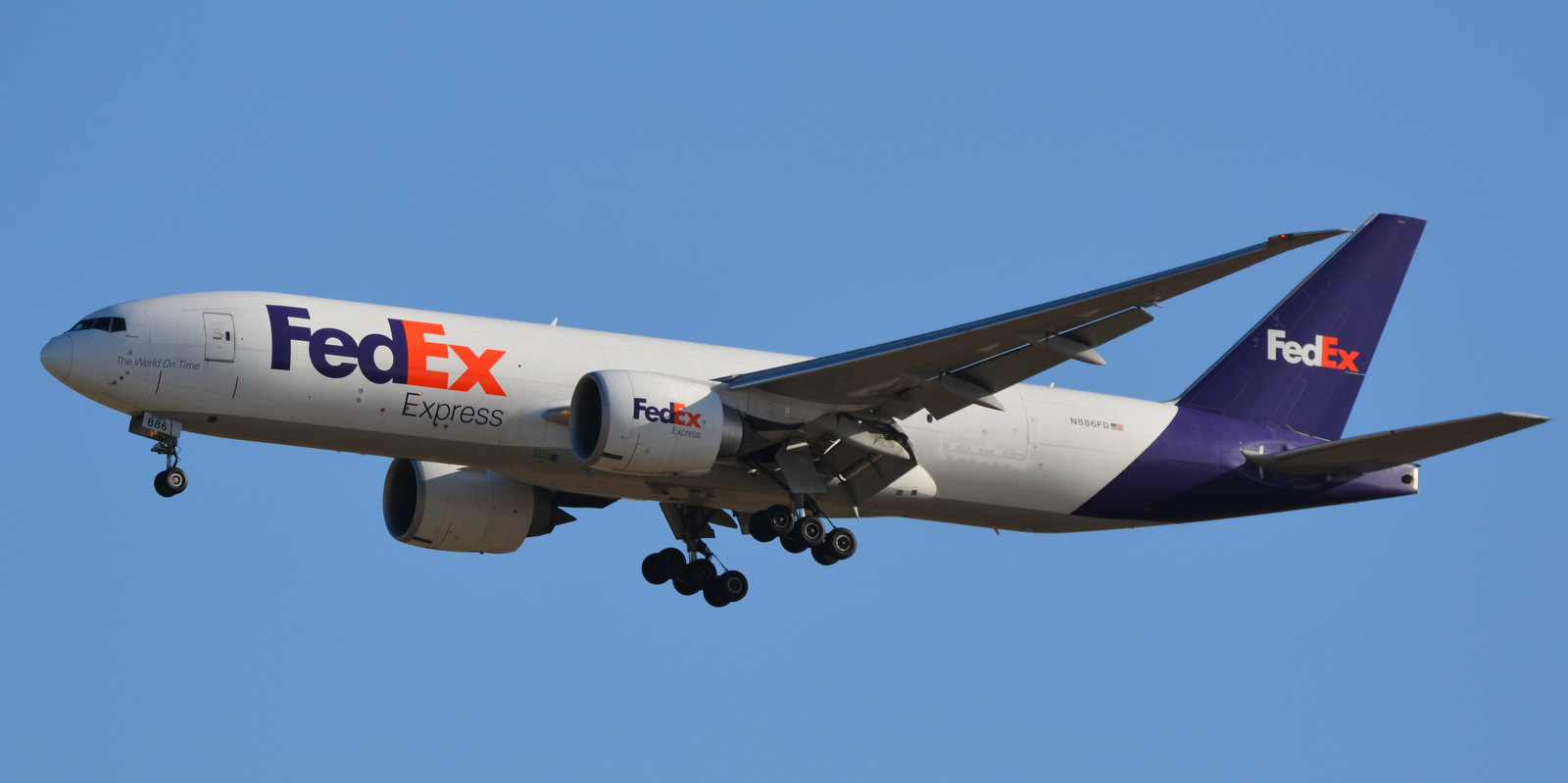
联邦快递航空為777F的最大運營商

777貨機（777F）是雙噴氣機的全貨機版本，與-200LR具有相同的功能，包括機身、發動機和燃油量。在最大有效載荷量為103,700（228,700磅）（類似於波音747-200F的110,000（243,000磅））的狀態下，其最大航程為9,750海里（18,060；11,220英里），或是在最大有效結構載荷量狀態下的4,970海里（9,200；5,720英里）。
777F還配備了一個新的區域，包括剛性貨艙前方的四個商務艙座椅、完整的主甲板通道、舖位和廚房。與老式貨機相比，由於777F有望提高運營經濟性，航空公司已將此視為波音747-200F、麥道DC-10和麥道MD-11F等貨機的替代機型。
第一架777F於2009年2月19日交付給法國航空公司，在9年後共有202架飛機完成交付後投入使用，到2021年4月，777F已累計來自25家客戶的247架確認訂單和45架選擇權，同年9月，有208架777F完成交付，其中有207架投入載貨服務，而有1架在2020年事故中報廢。
在2000年代，波音開始研究將777-200ER和-200客機改裝為貨機，名稱為777BCF（Boeing Converted Freighter，直譯：「波音改裝貨機」），並與聯邦快遞航空、联合包裹服务航空和通用電氣資本航空服務等多家航空公司進行討論，以提供777BCF項目的啟動訂單。

### 777-300ER(SF)特別貨機
波音公司在2018年7月研究777-300ER改裝成貨機的構想，瞄準需要更大貨運容量的市場，而不是777F的重貨物市場。在考慮了-200ER P2F計劃後，波音仍希望在秋季之前完成其研究，是因為從2020年起用777X取代老化的-300ER。新製造的777-300ER可能會將交付率維持在每月5架，以彌補777X交付之前的生產缺口。在已交付的811架777-300ER和2019年10月之前交付的33架中，通用電氣資本航空服務公司（GECAS）預計到2030年將有多達150-175架訂單，其四到五個月的轉換成本約為3500萬美元。
2019年10月，波音和以色列航太工業公司（IAI）共同推出777-300ERSF客改貨機改裝計劃，GECAS訂購了15架飛機外加15架選擇權，成為首個市場推出的777貨機改裝計劃。2020年6月，IAI從GECAS接收第一架需要改裝的777-300ER客機，GECAS則在同年10月宣布卡利塔航空成為2023年開始的啟動運營商。雖然因為2019冠狀病毒病疫情造成-300ERSF的預定交付時間延遲至2024年，但在2023年3月24日完成-300ERSF的首飛。
改裝後的飛機，其最大有效載荷量為101.6公噸（224,000磅），航程為4,500海里（8,300；5,200英里），並與777F共用艙門孔徑和機尾位置。它的貨物容量為819立方（28,900立方英尺），比777F多出164立方（5,800立方英尺），大約多25%的空間，並可容納47個96 x 125英寸標準托盤（P6P），比777-200LRF和747-400F分別多出10個和8個。在封住窗戶、停用客用艙門、機身和地板加固以及安裝主甲板貨艙門的情況下777-300ERSF的體積比747-400BCF多了15%。到2023年3月，IAI總共收到60多個訂單，並完成為AerCap改裝的777-300ER首飛。

### 777X

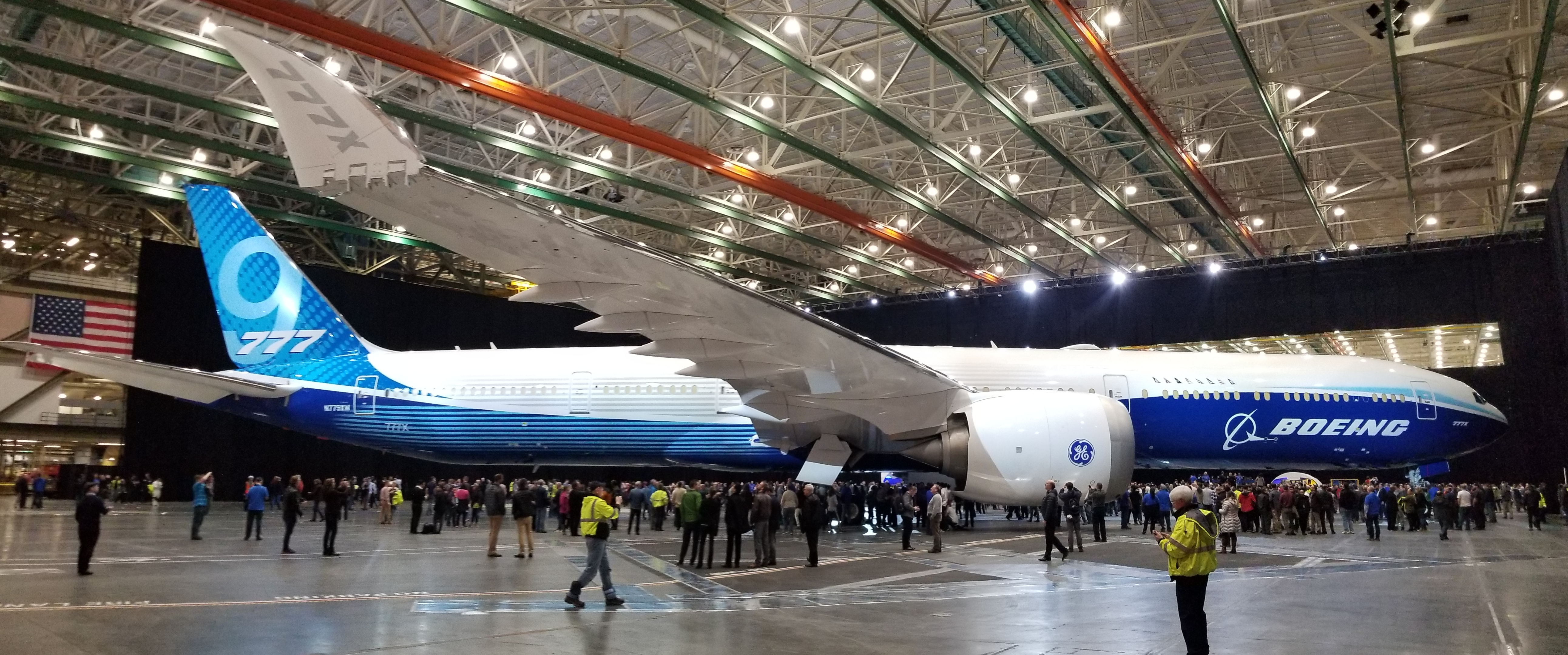
首架777-9於2019年3月13日揭幕

777X將配備新型GE9X發動機和帶折疊翼尖的新型複合材料機翼，並在2013年11月推出777-8和777-9兩種型號。777-8可容納384名乘客，航程為8,730海里（16,170；10,050英里），777-8F為衍伸自777-8的貨機型號，可載運112.3噸貨物，航程為4,410海里（8,170；5,070英里）。777-9可容納426名乘客，航程超過7,285海里（13,492；8,383英里）。
777-9於2020年1月25日首飛，最初預計交付時間為2022年或2023年，後來推遲到2025年，另外還提出了更長的777-10X、777X貨機和777X BBJ型號版本
。

### 政府及企業

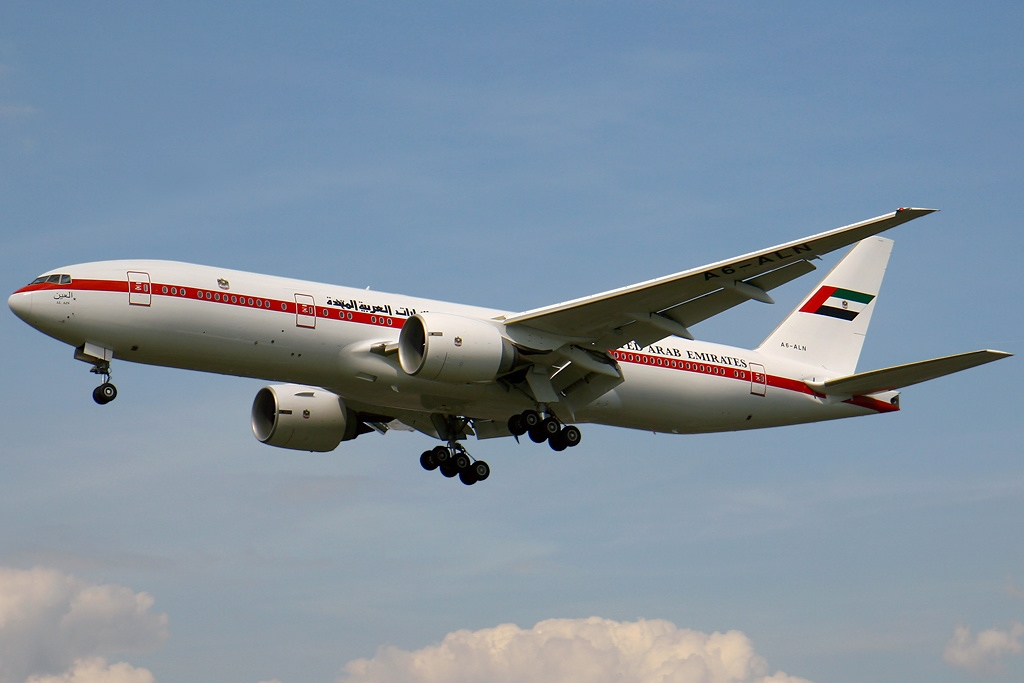
阿拉伯聯合酋長國總統專機777-200ER

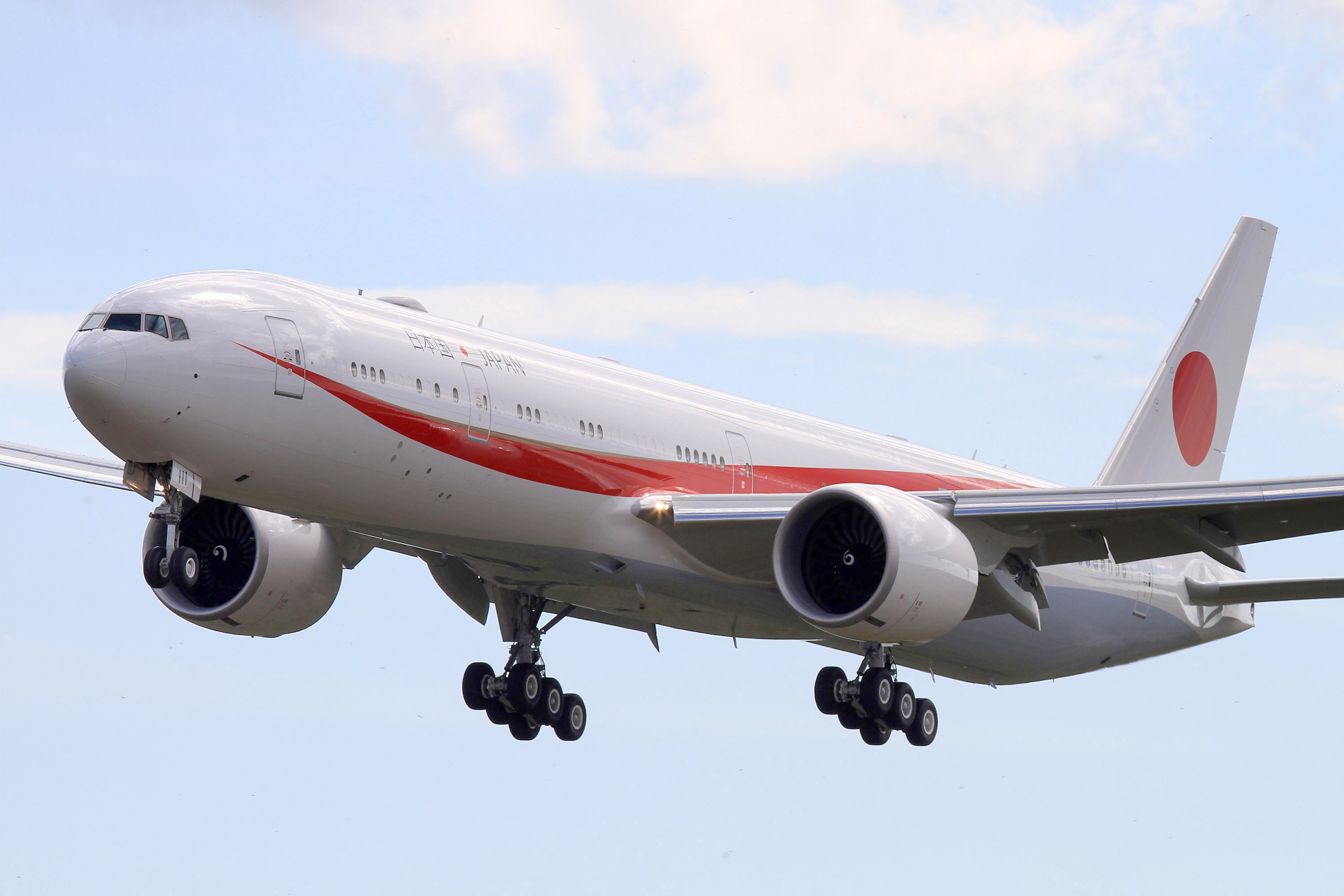
一架日本航空自衛隊的777-300ER作為日本空軍一號運行

政府和私人客戶已購買了777的多個版本，儘管有些飛機也被提議用於其他軍事用途，但主要用於搭載重要貴賓，包括行政專機。
- 777公務機（777 VIP）是出售給企業客戶的777波音公務機版本，波音公司已收到基於777-200LR和777-300ER客機型號的777 VIP飛機訂單[225][226]，並由第三方承包商安裝私人飛機客艙[225]，而這些訂單可能需要3年時間才完成[227]。
- KC-777是777的擬議加油機版本，在2006年9月波音公司宣布，如果美國空軍（USAF）需要比KC-767更大的加油機，更能夠運輸更多貨物或人員，波音將生產KC-777[228][229][230]，然而在2007年4月，根據美國空軍的KC-X計劃，波音提供了基於767的KC-767高級加油機，而不是KC-777，以取代較小的波音KC-135「同溫層加油機」[231]，只不過波音官員稱KC-777更適合相關的KC-Z計劃，以取代寬體麥道KC-10加油机[232]。
- 2014年，日本政府決定採購兩架777-300ER作為天皇和首相的官方航空運輸機[233]，該飛機由航空自衛隊運營，呼號為“日本空軍一號”，於2019年投入使用，取代了兩架747-400。日本國防部特別選擇777-300ER是因為與之前的747機型有類似的功能[234]，除了作VIP運輸外，還用於執行緊急救援任務[233]。
- 777飛機正在或曾經擔任加蓬（VIP配置的777-200ER）[235]、土庫曼斯坦（VIP配置的777-200LR）[236]和阿拉伯聯合酋長國（由VIP配置的777-200ER和777-300ER）等國家的官方政府運輸機[226]。拉菲克·哈里里在重新擔任黎巴嫩總理之前，他就購買了一架777-200ER作為官方交通工具[237]。印度政府購買了兩架印度航空777-300ER並將其改裝為印度空軍運營的VVIP運輸機，呼號為「印度航空一號（英语：Air India One）」，於2021年投入使用，並取代印度航空擁有的747飛機[238][239]。
- 2014年，美國空軍研究了採用改良型777-300ER或777-9X來取代作為「空軍一號」的波音747-200飛機的可能性[240]。儘管美國空軍更喜歡四引擎飛機，但是他們認為現有飛機是在767剛剛通過ETOPS認證時購買的，且幾十年後，777和其他雙噴氣飛機建立了與四噴氣飛機相當的性能水平[240]，因此最終決定放棄777，而選擇波音747-8作為下一個總統專機[241]。

### 試驗

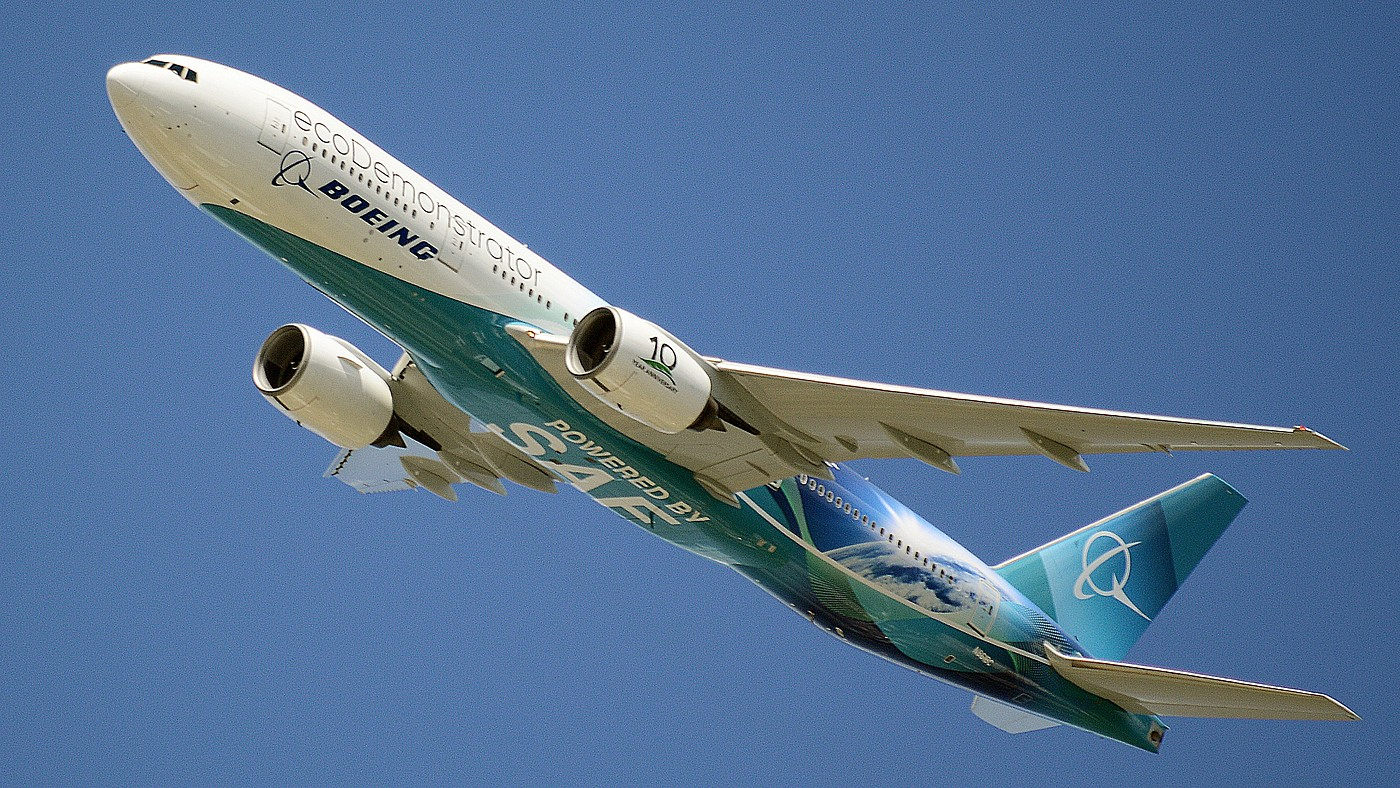
一架777-200ER作為2022年ecoDemonstrator專案示範機型

波音公司已在兩個研發項目中使用了777飛機。第一個項目是與勞斯萊斯和通用電氣合作研發的靜音技術演示器（QTD），以開發和驗證發動機進氣和排氣改裝，包括隨後在737 MAX、747-8和787系列中使用的鋸齒形引擎蓋，其測試於2001年和2005年進行。
另一個計劃是“ecoDemonstrator”系列，旨在測試和開發減少航空對環境影響的科技和技術，該計劃於2011年啟動後，首架ecoDemonstrator專案飛機於2012年首飛，此後，波音公司與一系列工業合作夥伴合作，並使用各種機身來測試各種技術。截至2022年，777已在該專案被使用過3次，其中一次是777F於2018年執行世界上首次使用100%永續航空燃料（SAF）的商業客機飛行，而另一次是2022年將於777-200ER作測試，預計到2024年完成。

## 運營商

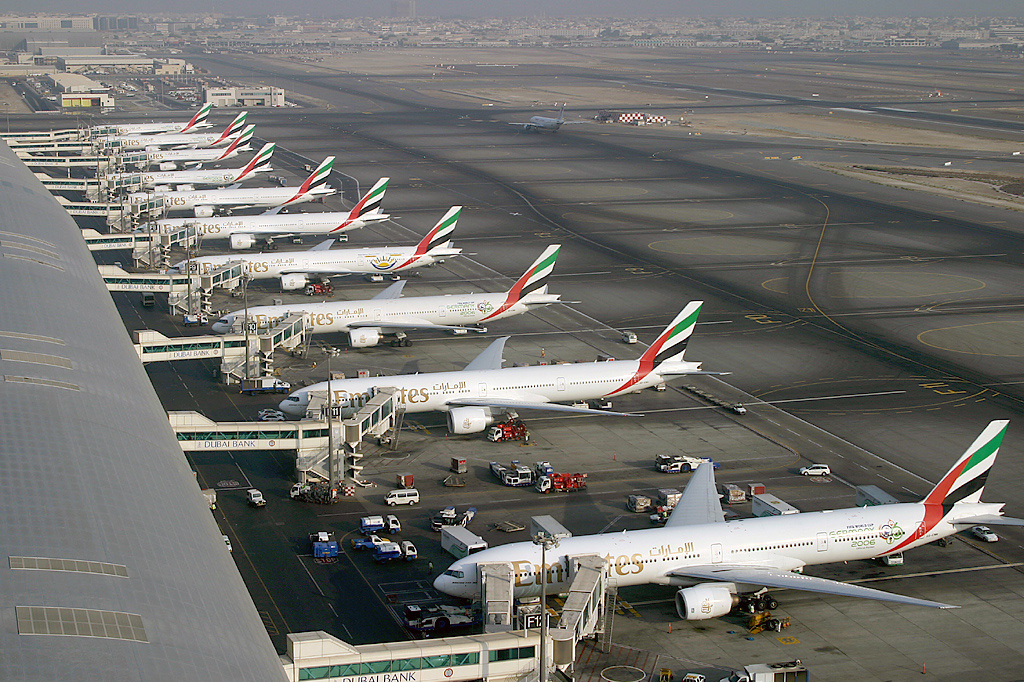
迪拜國際機場：一排波音777-300和-300ER，由擁有最大777機隊的客戶阿聯酋航空運營

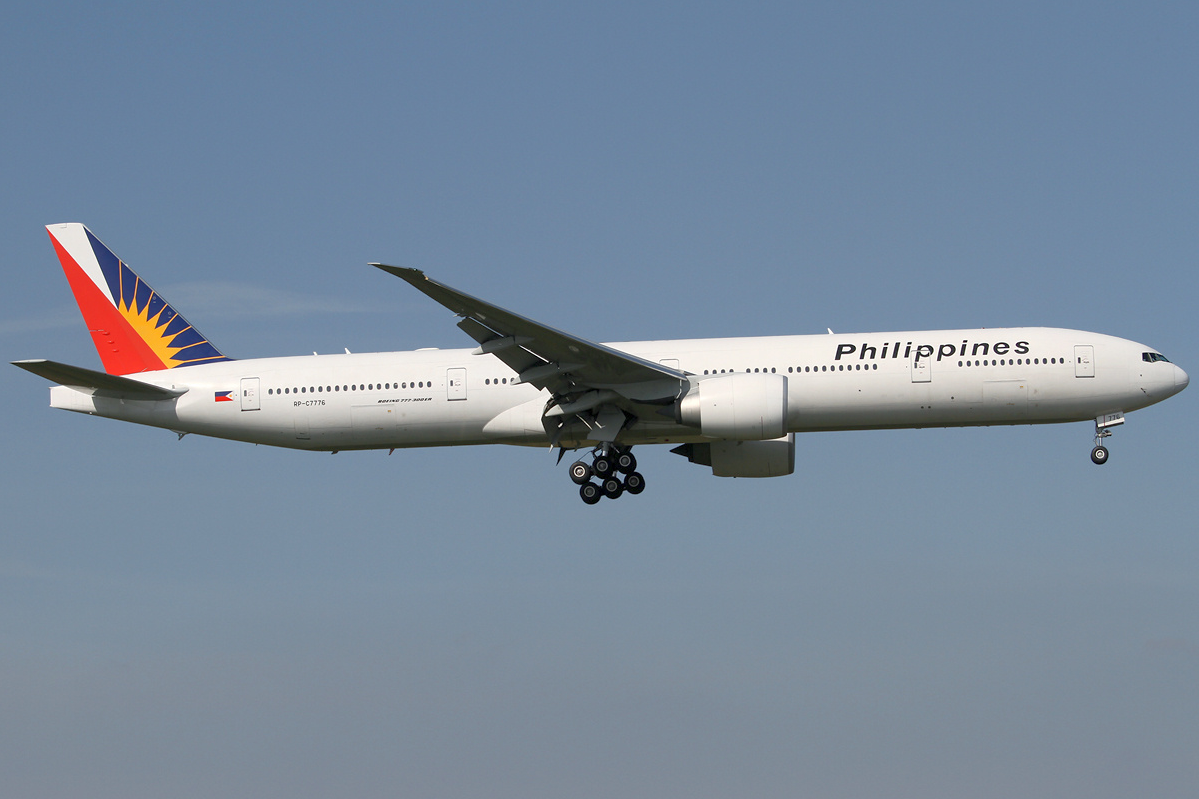
菲律賓航空一架波音777-300ER飛機正飛往倫敦希思羅機場降落

接收波音777飛機最多的客戶是阿聯酋航空、新加坡航空、聯合航空、ILFC和美國航空。截至2018年，阿聯酋航空是777客機最大的航空公司運營商，也是運營所有777機型的唯一客戶，包括-200、-200ER、-200LR、-300、-300ER和777F，其中包含一架作為第1,000架777的-300ER客機，在2012年3月的工廠揭幕典禮後交付給阿聯酋航空作為該航空公司的第102架777。
自2014年1月以來，由於缺乏主要的二手市場，僅有一些廉價航空公司、包機航空公司和ACMI運營商在進行交易，因此777-200ER的價值下降了45%，比空中巴士A330和波音767的30%還要快。2015年，時任達美航空董事長兼首席執行官理察·安德森表示，有人以不到1000萬美元的價格向他提供777-200飛機。為了保持成本效益，運營商以每架1000萬美元左右的價格密集化經營777，例如酷航的雙艙等-200就擁有402個座位，而國泰航空在區域服務上將777-300的經濟艙3-3-3座位佈局改為3-4-3佈局，這樣就能增加到396個座位。不過在2017年，777經典飛機型號的主要客運服務即將結束，當中有43架經典777飛機（佔整個777機隊的7.5%）已經退役，其機齡範圍從3年到22年不等。
截至2018年，共有1,416架所有型號的777飛機在航空公司運營，包括阿聯酋航空（163架）、聯合航空（91架）、法國航空（70架）、國泰航空（69架）、美國航空（67架）、卡塔爾航空（67架）、英國航空（58架）、大韓航空（53架）、全日空（50架）、新加坡航空（46架）以及擁有該型號飛機較少的其他運營商。雖然在2021年9月遭遇嚴峻的疫情期間，剩下1,176架777仍在服役中，但是到2023年8月，隨著全球疫情趨緩，波音777的營運數量回升到1,301架。

### 訂單和交付
截至2018年底，777飛機總共超過2000架訂單。
|           | 订单  | 交付  | 未完成 |
| --------- | ----- | ----- | ------ |
| 777-200   | 88    | 88    | –      |
| 777-200ER | 422   | 422   | –      |
| 777-200LR | 61    | 61    | –      |
| 777-300   | 60    | 60    | –      |
| 777-300ER | 837   | 832   | 5      |
| 777F      | 346   | 275   | 71     |
| 777X      | 481   | –     | 481    |
| 總計      | 2,295 | 1,738 | 457    |

截至2024年9月的訂單與交付情況。
|        |          | 2015 | 2016 | 2017 | 2018 | 2019 | 2020 | 2021 | 2022 | 2023 | 2024 | 總數  |
| 淨訂單 | 淨訂單   | 58   | 23   | 53   | 51   | -3   | 10   | 53   | 68   | 100  | 54   | 2,149 |
| 交付   | −200     | –    | –    | –    | –    | –    | –    | –    | –    | –    | –    | 88    |
| 交付   | −200ER   | –    | –    | –    | –    | –    | –    | –    | –    | –    | –    | 422   |
| 交付   | −200LR   | –    | –    | –    | –    | 1    | –    | 1    | –    | –    | –    | 61    |
| 交付   | −300     | –    | –    | –    | –    | –    | –    | –    | –    | –    | –    | 60    |
| 交付   | −300ER   | 79   | 88   | 65   | 32   | 19   | 4    | 7    | 3    | –    | –    | 832   |
| 交付   | 777F     | 19   | 11   | 9    | 16   | 25   | 22   | 16   | 21   | 26   | 11   | 275   |
| 交付   | 777X     | –    | –    | –    | –    | –    | –    | –    | –    | –    | –    | –     |
| 交付   | 總交付數 | 98   | 99   | 74   | 48   | 45   | 26   | 24   | 24   | 26   | 11   | 1,738 |

|        |          | 90−94 | 1995 | 1996 | 1997 | 1998 | 1999 | 2000 | 2001 | 2002 | 2003 | 2004 | 2005 | 2006 | 2007 | 2008 | 2009 | 2010 | 2011 | 2012 | 2013 | 2014 |
| 淨訂單 | 淨訂單   | 112   | 101  | 68   | 54   | 68   | 35   | 116  | 30   | 32   | 13   | 42   | 153  | 76   | 110  | 39   | 30   | 75   | 194  | 75   | 121  | 277  |
| 交付   | −200     | –     | 13   | 32   | 11   | 10   | 3    | 9    | 3    | –    | 1    | 2    | 3    | –    | 1    | –    | –    | –    | –    | –    | –    | –    |
| 交付   | −200ER   | –     | –    | –    | 48   | 50   | 63   | 42   | 55   | 41   | 29   | 22   | 13   | 23   | 19   | 3    | 4    | 3    | –    | 3    | 4    | –    |
| 交付   | −200LR   | –     | –    | –    | –    | –    | –    | –    | –    | –    | –    | –    | –    | 2    | 10   | 11   | 16   | 9    | 6    | 1    | 1    | 3    |
| 交付   | −300     | –     | –    | –    | –    | 14   | 17   | 4    | 3    | 6    | 9    | 2    | 4    | 1    | –    | –    | –    | –    | –    | –    | –    | –    |
| 交付   | −300ER   | –     | –    | –    | –    | –    | –    | –    | –    | –    | –    | 10   | 20   | 39   | 53   | 47   | 52   | 40   | 52   | 60   | 79   | 83   |
| 交付   | 777F     | –     | –    | –    | –    | –    | –    | –    | –    | –    | –    | –    | –    | –    | –    | –    | 16   | 22   | 15   | 19   | 14   | 13   |
| 交付   | 777X     | –     | –    | –    | –    | –    | –    | –    | –    | –    | –    | –    | –    | –    | –    | –    | –    | –    | –    | –    | –    | –    |
| 交付   | 總交付數 | –     | 13   | 32   | 59   | 74   | 83   | 55   | 61   | 47   | 39   | 36   | 40   | 65   | 83   | 61   | 88   | 74   | 73   | 83   | 98   | 99   |

截至2024年9月30日的訂單和交付情況。 and deliveries
 订单
 交付
截至2024年9月30日的訂單和交付情況。

## 展出的飛機

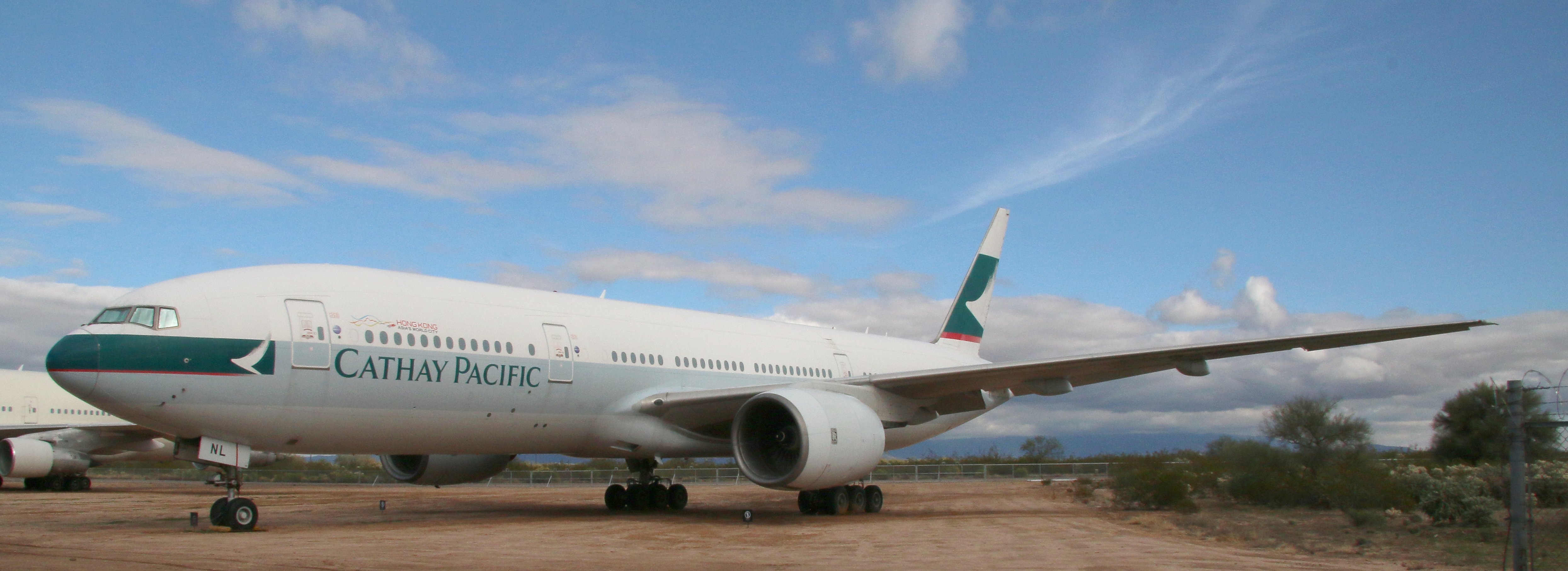
在皮馬航空航天博物館展出的波音777-200原型機

- 第一架波音777-200原型機B-HNL[248]（原註冊編號：N7771）於2018年中期退役，當時有媒體報導稱該飛機將在西雅圖飛行博物館展出，但該博物館隨後對此予以否認[249]。2018年9月18日，國泰航空和波音公司宣布將B-HNL捐贈給位於亞利桑那州圖森附近的皮馬航空航天博物館，並作永久展示[250]。這架飛機於1994年製造，並在與波音公司合作六年後交付給國泰航空服役18年[251][252]。
- 前大韓航空所屬客機，註冊編號為HL7531的波音777-200ER[253]，其前機身部分和駕駛艙已安裝在東園科學技術大學校，作為航空航天領域培訓學生的教育設施。駕駛艙以及頭等艙和經濟艙的部分客艙被保留，而前貨艙則被改造成會議區，並於2022年10月安裝完成。[254]

## 意外事故
截至2024年5月，777已發生31起航空事故和事件，包括8起全機損毀事故（飛行中5起和地面3起）總共造成541人死亡以及3起劫機事件。2001年9月5日，第一起涉及雙發噴氣式飛機的死亡事故發生在美國丹佛國際機場，一架英國航空飛機加油時發生火災，造成一名地勤人員嚴重燒傷。該飛機的下翼板和發動機外殼遭受火災損壞，經過修繕後恢復使用。

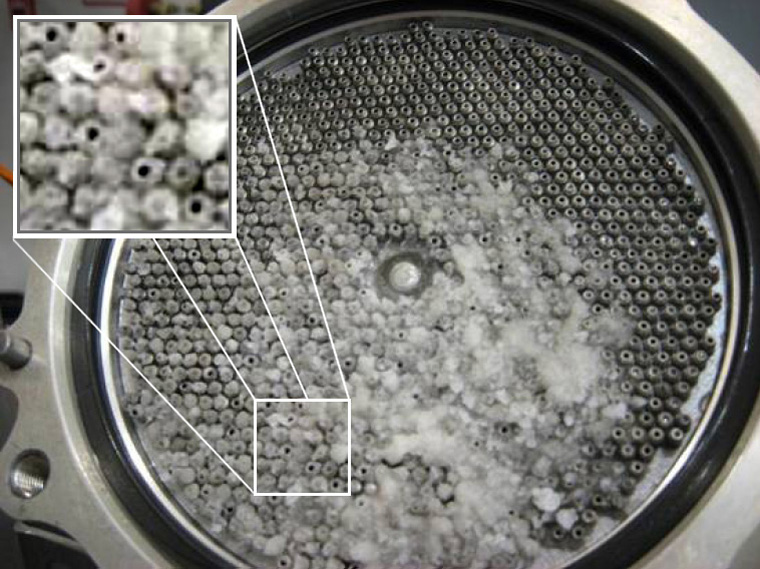
英國航空事故调查局（AAIB）關於英國航空38號班機（BA38）和達美航空18號班機（DL18）的事故報告當中，在實驗室內還原當時冰晶如何堵住勞斯萊斯遄達800發動機上的燃油熱交換器。

第一起全機毀損事故發生在2008年1月17日，一架配備勞斯萊斯遄達895發動機的777-200ER，從北京飛往倫敦的英國航空38號班機，在距希思羅機場27L跑道頭約300（1,000英尺）處墜毀，並滑向跑道入口，這起事故雖然造成47人受傷，但無人死亡。起落架、翼根和發動機嚴重毀損，事故原因是飛機燃油中懸浮的冰晶堵住燃油熱交換器（FOHE）。2008年末，遄達895發動機還發生了另外兩起輕微的瞬時推力喪失事故，而調查人員發現這兩起事故也是由於燃料中的冰晶堵塞FOHE而造成的，因此燃油熱交換器之後被重新改良設計。
第二起全機毀損事故發生在2011年7月29日，一架預定執行埃及航空667號班機的777-200ER在開羅國際機場登機口停靠時駕駛艙突然起火，機上人員隨即進行疏散，并且無人受傷，而機場消防隊也立刻將火撲滅。起火事故後這架飛機因遭受結構式、高溫和濃煙損壞而被報廢，而調查人員將調查重點放在駕駛艙機組氧氣系統中的電纜和供應軟管之間可能存在的短路問題。
第三起全機毀損事故發生在2013年7月6日，一架執行韓亞航空214號班機的777-200ER在舊金山國際機場著陸時墜毀。飛機被大火燒毀之前，機上307名倖存乘客和機組人員已撤離，但兩名未繫安全帶的乘客在墜機時從飛機上彈出窗外而當場死亡，在事故發生六天後，有一名乘客因傷重不治而成為這起空難事故的第三名死者，這起事故是波音777自1995年投入使用以來發生的首起空難事故。在2014年6月公布的官方事故調查報告中說明該飛行員在最後進場時犯下20到30次失誤，而韓亞航空飛行員培訓和波音公司複雜飛行控制系統文檔中的缺失也被認為是造成這起空難事故的原因之一。
第四起全機毀損事故發生在2014年3月8日，一架載有227名乘客和12名機組人員的777-200ER客機在執行從吉隆坡飛往北京的馬來西亞航空370號班機途中據報失踪，空中交通管制部門最後報告該班機的位置是在南海上空。飛機搜尋工作開始後，馬來西亞總理於2014年3月24日宣布，經過對新衛星數據的分析，現在“毫無疑問地”認為該班機已在印度洋墜毀，無人生還。這起事故原因尚不清楚，但馬來西亞政府於2015年1月宣布這是一起空難事故，美國官員認為，最可能的原因傾向於370號班機駕駛艙內的某個人重新設定飛機的自動駕駛儀，使其向南穿越印度洋。2015年7月29日，在西印度洋的留尼旺島上發現了一個物品，後來被確認為飛機仍然失踪的襟翼。
第五起全機毀損事故發生在2014年7月17日，一架777-200ER從阿姆斯特丹飛往吉隆坡的馬來西亞航空17號班機，在飛越烏克蘭東部時被防空導彈擊中，在半空中解體並墜毀，造成機上298人（283名乘客和15名機組人員）全部遇難，成為涉及波音777的最嚴重墜機事故，這起空難事故隨後被證實與該地區正在進行的顿巴斯战争有關。根據荷蘭安全委員會和聯合調查小組在2018年5月公布的正式結論，荷蘭和澳大利亞政府認為俄羅斯應該對在親俄分裂主義者控制的領土上擊落這架客機的“山毛櫸”導彈系統的部署負責。
第六起全機毀損事故發生在2016年8月3日，一架777-300的阿聯酋航空521號班機在迪拜機場降落時墜毀並起火。初步調查表明，飛機當時正試圖在強烈風切下降落，在機輪著陸到跑道後不久，飛行員啟動重飛程序，然而油門較晚啟動，因此飛機最終在起落架正在收回時腹部著地，導致一台發動機分離、飛機失控並墜毀起火。雖然機上的300名乘客沒有出現傷亡，但一名機場消防員在救火中殉職。飛機的機身和右翼因猛烈火勢造成嚴重毀損，導致這架飛機最終無法修復而報廢。
第七起全機毀損事故發生在2017年11月29日，一架新加坡航空777-200ER客機在新加坡樟宜機場被牽引時起火。當時機上只有一名飛機技術人員，並安全撤離。這架飛機因高溫嚴重毀損而報廢。2020年7月22日，一架埃塞俄比亞航空777F客機在上海浦東國際機場貨運區發生另一起火災，這架飛機同樣也因高溫嚴重毀損而報廢，並成為第八起全機毀損事故。
2021年2月20日，一架777-200的聯合航空328號班機，其右舷發動機發生故障，隨後整流罩和其他發動機零件在丹佛郊區上空發生脫落，因此機長見狀後立即宣布進入緊急狀態並返回丹佛機場降落。在進行正式調查之前，立即為該飛機做了檢查，並發現右舷發動機的兩個風扇葉片折斷而造成這起事故的發生。事後波音公司建議先暫停放飛所有128架配備普惠PW4000發動機的運營中777飛機並做詳細檢查，而一些國家還限制配備PW4000發動機的777飛機在其境內飛行。這起事故也追溯回2018年，當時從舊金山飛往夏威夷的聯合航空1175號班機也曾因為執行航班採用相同發動機的777-200而發生類似問題。
2024年5月21日，一架波音777-300ER執飛新加坡航空321號航班由英國倫敦希斯羅機場飛往新加坡樟宜国际机场，在安达曼海靠近缅甸上空遭遇嚴重湍流，于當地時間15點45分緊急迫降在泰國曼谷機場。机上有104人受傷，其中7人重傷，一位73歲的英國籍男姓疑似因心臟病發作不治身亡，这是涉及波音777-300ER机型的首起有人死亡的事故。
2024年9月1日，一架波音777-300客機執飛日本全日空（ANA）航空原訂於從沖繩縣那霸機場飛往東京羽田機場的航班時，在正式起飛準備升空時機身卻突然不斷竄出濃濃白煙，於是緊急暫停起飛。機上約500名乘客，幸而並未造成任何人員傷亡。

## 規格

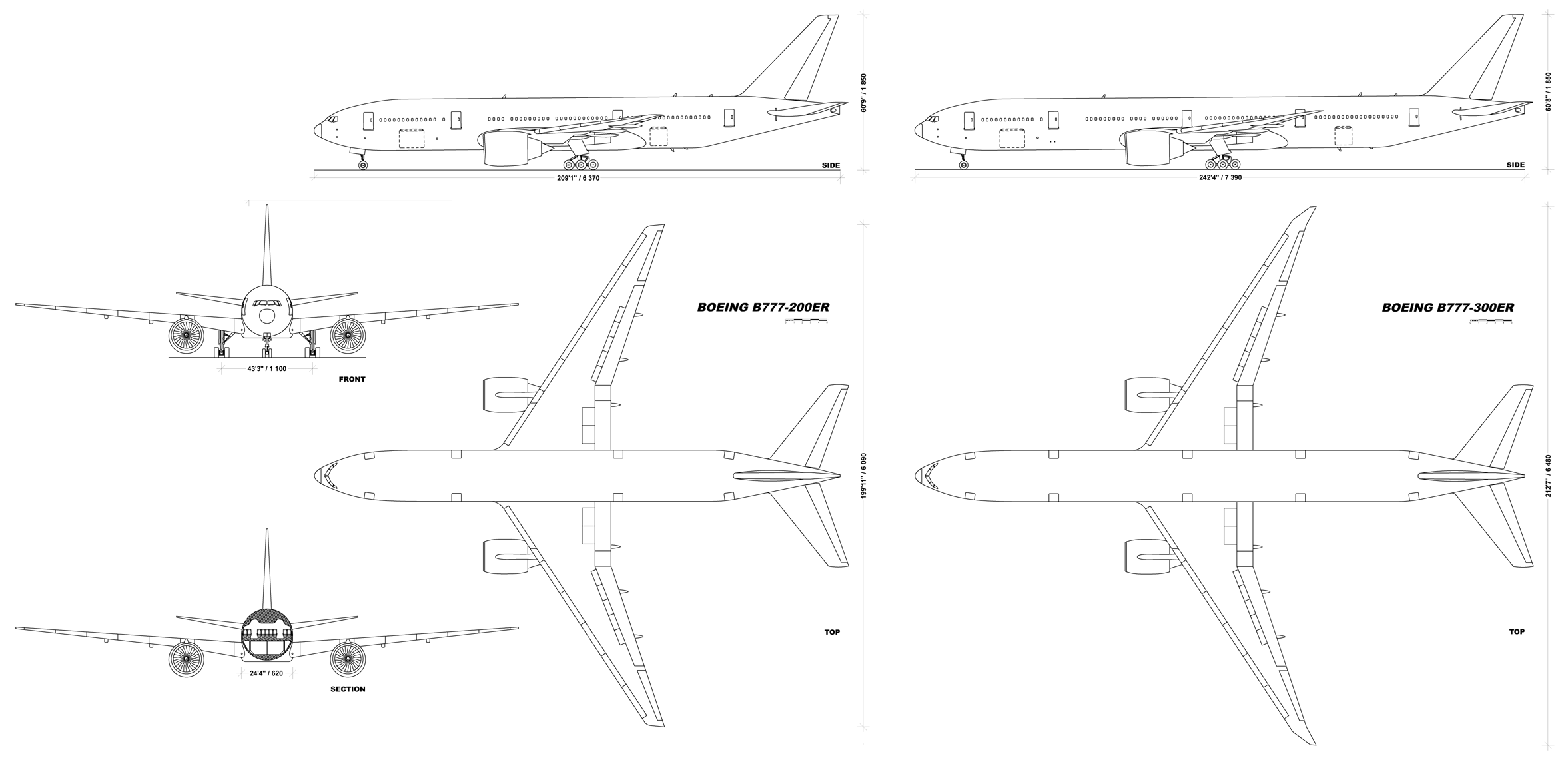
波音777之三視圖，左側為777-200ER，右側為777-300ER

| 機師數           | 2 | 2 | 2 | 2 | 2 | 2 |
| 3艙等座位數      | 305（24F/54J/227Y） | 368（30F/84J/254Y） | 365（22F/70J/273Y） | 301（16F/58J/227Y） |   |   |
| 2艙等座位數      | 313 | 396 | 396 | 317 |   |   |
| 最大載客量       | 440 | 550 | 550 | 440 |   |   |
| 長度             | 63.73（209.1英尺） | 73.86（242.3英尺） | 73.86（242.3英尺） | 63.73（209.1英尺） |   |   |
| 翼展             | 60.93（199.9英尺），後掠翼31.6° | 60.93（199.9英尺），後掠翼31.6° | 64.80（212.6英尺），後掠翼31.6° | 64.80（212.6英尺），後掠翼31.6° |   |   |
| 機翼面積         | 427.8平方（4,605平方英尺），展弦比8.68 | 427.8平方（4,605平方英尺），展弦比8.68 | 436.8平方（4,702平方英尺），展弦比9.61 | 436.8平方（4,702平方英尺），展弦比9.61 |   |   |
| 尾翼高度         | 18.5（61英尺） | 18.5（61英尺） | 18.5（61英尺） | 18.6（61英尺） |   |   |
| 機身寬           | 6.20（20.3英尺） | 6.20（20.3英尺） | 6.20（20.3英尺） | 6.20（20.3英尺） |   |   |
| 座艙寬           | 5.86（19.2英尺） | 5.86（19.2英尺） | 5.86（19.2英尺） | 5.86（19.2英尺） |   |   |
| 座位寬度         | 一排9個座椅：47（19英寸） 一排10個座椅：43（17英寸） | 一排9個座椅：47（19英寸） 一排10個座椅：43（17英寸） | 一排9個座椅：47（19英寸） 一排10個座椅：43（17英寸） | 一排9個座椅：47（19英寸） 一排10個座椅：43（17英寸） |   |   |
| 載貨空間         | 150.9立方（5,330立方英尺） | 201.6立方（7,120立方英尺） | 201.6立方（7,120立方英尺） | 150.9立方（5,330立方英尺） |   |   |
| 最大起飛重量     | 247,000（545,000磅） 200ER：298,000（656,000磅） | 300,000（660,000磅） | 352,000（775,000磅） | 347,000（766,000磅） 777F：347,800（766,800磅） |   |   |
| 空重             | 135,870（299,550磅） 200ER：138,100（304,500磅） | 160,500（353,800磅） | 170,000（370,000磅） 300ERSF：152,000（336,000磅） | 150,000（320,000磅） 777F：144,400（318,300磅） |   |   |
| 最大燃油容量     | 117,340公升（25,810英制加侖；31,000美制加侖） / 94,200（207,700磅） 200ER/300：171,171公升（37,652英制加侖；45,219美制加侖） / 137,110（302,270磅）                                    | 117,340公升（25,810英制加侖；31,000美制加侖） / 94,200（207,700磅） 200ER/300：171,171公升（37,652英制加侖；45,219美制加侖） / 137,110（302,270磅）                                    | 181,283公升（39,877英制加侖；47,890美制加侖） / 145,541（320,863磅） | 181,283公升（39,877英制加侖；47,890美制加侖） / 145,541（320,863磅） |   |   |
| 實用升限         | 13,100（43,100英尺） | 13,100（43,100英尺） | 13,100（43,100英尺） | 13,100（43,100英尺） |   |   |
| 巡航速率         | 最大：0.87—0.89馬赫（662.25—677.47英里每小時；1,065.79—1,090.29每小時）於13,100（43,100英尺）巡航高度 正常：0.84馬赫（639.41英里每小時；1,029.04每小時）於13,100（43,100英尺）巡航高度 | 最大：0.87—0.89馬赫（662.25—677.47英里每小時；1,065.79—1,090.29每小時）於13,100（43,100英尺）巡航高度 正常：0.84馬赫（639.41英里每小時；1,029.04每小時）於13,100（43,100英尺）巡航高度 | 最大：0.87—0.89馬赫（662.25—677.47英里每小時；1,065.79—1,090.29每小時）於13,100（43,100英尺）巡航高度 正常：0.84馬赫（639.41英里每小時；1,029.04每小時）於13,100（43,100英尺）巡航高度 | 最大：0.87—0.89馬赫（662.25—677.47英里每小時；1,065.79—1,090.29每小時）於13,100（43,100英尺）巡航高度 正常：0.84馬赫（639.41英里每小時；1,029.04每小時）於13,100（43,100英尺）巡航高度 |   |   |
| 最大航距         | 5,240海里（9,700；6,030英里） 200ER：7,065海里（13,084；8,130英里） | 6,030海里（11,170；6,940英里） | 7,370海里（13,650；8,480英里） 300ERSF：4,650海里（8,610；5,350英里） | 8,555海里（15,844；9,845英里） 777F：4,970海里（9,200；5,720英里） |   |   |
| 起飛所需跑道長度 | 2,400（8,000英尺） 200ER：3,400（11,100英尺） | 3,200（10,600英尺） | 3,000（10,000英尺） | 2,800（9,200英尺） 777F：2,800（9,300英尺） |   |   |
| 發動機（x2）     | PW4000 / 遄達800 / GE90 | PW4000 / 遄達800 | GE90-115B | GE90-110B/-115B |   |   |
| 最大推力（x2）   | 343千牛頓（77,200磅力） 200ER：417千牛頓（93,700磅力） | 440千牛頓（98,000磅力） | 513千牛頓（115,300磅力） | 489—513千牛頓（110,000—115,300磅力） |   |   |
| ICAO代碼         | B772 | B773 | B77W | B77L |   |   |

### 引用
1. 1 2 3 4  . The Boeing Company. September 30, 2024  [October 8, 2024].
2. 1 2 3 4 5 6 7 8 9 10 11 12 13 14 15 16  . The Boeing Company. July 31, 2020  [August 11, 2020]. （原始内容存档于October 31, 2015）.
3. 1 2 3 4  . The Boeing Company. April 30, 2019  [May 14, 2019].
4. ↑  Grantham, Russell. . 亞特蘭大憲法報. 2008-02-29 （英语）. Delta will put the new "triple seven" — as airline folks call the jet — into service March 8.
5. ↑  Robertson, David. . The Times (英國倫敦: Times Newspapers). 2009-03-13. （原始内容存档于2011-06-12） （英语）.
6. ↑  . m.thepaper.cn.   [2024-09-02]. （原始内容存档于2024-09-02）.
7. ↑  Birtles 1998，第52頁.
8. 1 2  Norris & Wagner 1996，第89頁.
9. 1 2 3 4  Ellis Taylor. . 飛行國際. 2017-09-01  [2017-09-11]. （原始内容存档于2017-09-11） （英语）.
10. ↑  . CAPA - centre for aviation. 2018-04-28  [2023-07-17]. （原始内容存档于2023-04-04） （英语）.
11. 1 2 3 4 5 6 7 8 9  . 飛行國際. 2018-08-21  [2018-08-21]. （原始内容存档于2018-11-06） （英国英语）.
12. ↑  . Planespotters.   [2023-08-07]. （原始内容存档于2018-07-01） （英语）.
13. 1 2  . aviation-safety.net. Aviation Safety Network. 2019-03-03  [2021-02-21]. （原始内容存档于2017-06-20） （英语）.
14. 1 2  . Aviation Safety Network. 2019-03-03  [2019-03-03]. （原始内容存档于2016-08-13） （英语）.
15. 1 2  . Aviation Safety Network. 2018-09-25  [2019-03-03]. （原始内容存档于2016-08-12） （英语）.
16. ↑  Wells & Rodrigues 2004，第146頁.
17. ↑  . 時代雜誌. 1978-08-14  [2008-07-19]. （原始内容存档于2007-11-18） （英语）.
18. ↑  Eden 2008，第98, 102–103頁.
19. ↑  . Flight International. 1978-05-13  [2018-09-10]. （原始内容存档于2018-11-06） （英语）.
20. 1 2  Eden 2008，第99–104頁.
21. 1 2 3 4 5 6  Norris & Wagner 1999，第128頁.
22. ↑  Yenne 2002，第33頁.
23. ↑  Eden 2008，第112頁
24. 1 2 3 4  Norris & Wagner 1999，第126頁.
25. 1 2 3 4  Norris & Wagner 1999，第127頁.
26. 1 2  Eden 2008，第106頁.
27. ↑  Norris & Wagner 2001，第11頁.
28. ↑  Norris & Wagner 1996，第9–14頁.
29. ↑  Norris & Wagner 1999，第129頁.
30. ↑  . Boeing. 2006年5月  [2006-09-05]. （原始内容存档于2006-08-31） （英语）.
31. ↑  Zhang, Benjamin. . Business Insider.   [2019-09-22]. （原始内容存档于2019-09-22） （英语）.
32. 1 2  Birtles 1998，第13–16頁.
33. ↑  Weiner, Eric. . 紐約時報. 1990-12-19  [2011-05-08]. （原始内容存档于2011-12-11） （英语）.
34. ↑  Lane, Polly. . 西雅图时报. 1991-12-01  [2009-10-15]. （原始内容存档于2011-08-11） （英语）.
35. 1 2 3  Norris & Wagner 1996，第14頁.
36. 1 2 3 4  Norris & Wagner 1999，第132頁.
37. ↑  . 時代雜誌. 1990-10-29  [2008-07-19]. （原始内容存档于2007-11-18） （英语）.
38. ↑  Norris & Wagner 1996，第13頁.
39. ↑  Norris & Wagner 1996，第15頁.
40. ↑  Norris & Wagner 1996，第20頁.
41. ↑  . Seattle Post-Intelligencer. 1997-02-10  [2015-07-04]. （原始内容存档于2012-11-05） （英语）.
42. ↑  . Cl-Engineering. 2012年1月: 第19頁. ISBN 978-1-111-57680-6 （英语）. As an example, the Boeing 777 was the first commercial airliner developed through a paperless computer-aided design process.
43. 1 2  Norris & Wagner 1999，第133頁.
44. ↑  Norris & Wagner 1999，第133–134頁.
45. ↑  Abarbanel & McNeely 1996，第124頁.
46. ↑  Norris & Wagner 1996，第21頁.
47. ↑  Tkacik, Maureen. . The New Republic. 2019-09-18  [2019-09-22]. （原始内容存档于2019-09-19） （英语）.
48. ↑  AW&ST April 26, 1999, p. 39
49. 1 2  Eden 2008，第108頁.
50. ↑  Hise, Phaedra. . CNN. 2007-07-09  [2009-10-15]. （原始内容存档于2009-12-24） （英语）.
51. 1 2  Richardson, Michael. . International Herald Tribune. 1994-02-23  [2009-03-20]. （原始内容存档于2011-07-14） （英语）.
52. ↑  Sabbagh 1995，第112–114頁.
53. 1 2  Norris & Wagner 1999，第136–137頁.
54. 1 2 3 4  . Flight International. 2000-01-03  [2009-03-29]. （原始内容存档于2009-04-14） （英语）.
55. ↑  Sabbagh 1995，第168–169頁.
56. ↑  Norris, Guy. . Flight International. 1993-03-31  [2011-05-08]. （原始内容存档于2012-07-24） （英语）.
57. ↑  Norris & Wagner 1996，第7頁.
58. ↑  Sabbagh 1995，第256–259頁.
59. 1 2 3 4 5  Eden 2008，第107頁.
60. ↑  Birtles 1998，第25頁.
61. ↑  Andersen, Lars. . 西雅图时报. 1993-08-16  [2009-03-20]. （原始内容存档于2011-08-11） （英语）.
62. 1 2 3  Norris & Wagner 1999，第144頁.
63. ↑  Birtles 1998，第40頁.
64. ↑  Birtles 1998，第20頁.
65. ↑  Birtles 1999，第34頁.
66. ↑  Birtles 1998，第69頁.
67. ↑  . Business Wire. 1995-05-15  [2015-07-04]. （原始内容存档于2011-08-20） （英语）.
68. ↑  Norris & Wagner 1999，第139頁.
69. ↑  Birtles 1998，第80頁.
70. 1 2  Eden 2004，第115頁.
71. 1 2 3  Norris & Wagner 1999，第143頁.
72. ↑  Norris & Wagner 1999，第147頁.
73. ↑  Norris & Wagner 1999，第146–147頁.
74. ↑  . BusinessWeek. 2005-11-06  [2008-12-01]. （原始内容存档于2009-03-02） （英语）.
75. 1 2  Norris & Wagner 1999，第148頁.
76. ↑   (PDF). 波音公司. （原始内容 (PDF)存档于2014-02-02） （英语）.
77. ↑  . 路透. 2014-01-24  [2023-07-20]. （原始内容存档于2023-07-20） –NBC News （英语）.
78. ↑  . 波音公司.   [2015-04-01]. （原始内容存档于2015-03-30） （英语）.
79. ↑  Wyndham, David. . AvBuyer. World Aviation Communication Ltd. 2012年10月  [2014-01-23]. （原始内容存档于2014-02-21） （英语）.
80. 1 2 3 4  Eden 2008，第113頁.
81. 1 2  Eden 2008，第112–113頁.
82. 1 2 3 4 5 6 7 8  . Boeing.   [2009-06-06]. （原始内容存档于2009-06-08） （英语）.
83. 1 2  Haenggi, Michael. "777 Triple Seven Revolution". Boeing Widebodies. St. Paul, Minnesota: MBI, 2003年. ISBN 0-7603-0842-X.
84. ↑  Norris & Wagner 1999，第151頁.
85. ↑  Norris & Wagner 2001，第125頁.
86. ↑  Norris & Wagner 1999，第151–157頁.
87. 1 2 3  Norris & Wagner 1999，第165頁.
88. 1 2 3 4  Norris & Wagner 1999，第165–167頁.
89. 1 2  Norris, Guy. . Flight International. 1996-05-15  [2009-03-29]. （原始内容存档于2009-04-14） （英语）.
90. 1 2 3  . Flight International. 1997-03-05  [2017-06-06]. （原始内容存档于2017-08-21） （英语）.
91. ↑  . Flightglobal. 1997-03-26  [2017-06-06]. （原始内容存档于2017-09-19） （英语）.
92. ↑  . Flightglobal. 1997-12-03  [2017-06-06]. （原始内容存档于2019-10-30） （英语）.
93. ↑  Guy Norris/. . Flightglobal. 1999-01-27  [2019-10-30]. （原始内容存档于2019-10-30） （英语）.
94. ↑  . 詹氏資訊集團. 2001-02-13  [2009-03-21]. （原始内容存档于2008-03-25） （英语）.
95. ↑  . 德瑟雷特新聞. 2000-02-29  [2009-10-28]. （原始内容存档于2013-11-07） （英语）.
96. ↑  Song, Kyung. . 西雅圖時報. 2000-10-05  [2009-09-15]. （原始内容存档于2011-08-11） （英语）.
97. ↑  Dinell, David. . Wichita Business Journal. 2004-03-16  [2009-03-20]. （原始内容存档于2011-08-05） （英语）.
98. 1 2  Jon Ostrower. . 飛行國際. 2008-08-07  [2016-02-25]. （原始内容存档于2016-03-07） （英语）.
99. 1 2 3 4  Thomas, Geoffrey. . The Australian. 2008-06-13  [2008-06-20]. （原始内容存档于2014-04-30） （英语）.
100. 1 2 3  Phillips, Don. . 紐約時報. International Herald Tribune. 2005-11-10  [2013-10-14]. （原始内容存档于2015-02-03） （英语）.
101. ↑  Glenday 2007，第200頁.
102. ↑  Wallace, James. . Seattle Post-Intelligencer. 2006-02-03  [2008-12-10]. （原始内容存档于2013-12-03） （英语）.
103. 1 2  Chaudhry, Muhammad Bashir. . 黎明报 (巴基斯坦). 2008-11-18  [2008-02-12]. （原始内容存档于2009-04-13） （英语）.
104. ↑  Trimble, Stephen. . Flight International. 2008-05-23  [2008-06-06]. （原始内容存档于2008-05-26） （英语）.
105. 1 2  . Flug Revue. 2006年  [2009-03-20]. （原始内容存档于2008-01-30） （英语）.
106. ↑  Ionides, Nicholas. . Flight International. 2008-07-15  [2009-03-20]. （原始内容存档于2009-04-14） （英语）.
107. ↑  . Reuters. 2009-02-06  [2011-07-01]. （原始内容存档于2012-07-26） （英语）.
108. 1 2  Ionides, Nicholas. . Air Transport Intelligence via Flightglobal.com.   [2009-02-20]. （原始内容存档于2009-02-21） （英语）.
109. ↑  . 美聯社. 2005-05-24  [2009-03-20]. （原始内容存档于April 26, 2014） （英语）.
110. 1 2  Song, Kyung. . 西雅圖時報. 2000-06-04  [2009-10-29]. （原始内容存档于2011-08-11） （英语）.
111. ↑  Ray, Susanna. . Bloomberg. 2009-04-21  [2009-10-29]. （原始内容存档于2018-11-19） （英语）.
112. ↑  Gates, Dominic. . 西雅圖時報. 2004-11-16  [2009-10-29]. （原始内容存档于2011-08-11） （英语）.
113. 1 2 3 4  . 飛行國際. 2007-11-26  [2016-02-25]. （原始内容存档于2016-03-08） （英语）.
114. ↑  Hepher, Tim. . 路透. 2008-09-08  [2011-06-03]. （原始内容存档于2011-06-24） （英语）.
115. ↑  Ranson, Lori. . Air Transport Intelligence via Flightglobal.com. 2010-12-20  [2011-01-02]. （原始内容存档于2010-12-23） （英语）.
116. ↑  Norris & Wagner 2009，第32–35頁.
117. ↑  . 波音公司. 2011-11-07  [2011-11-08]. （原始内容存档于2011-11-13） （英语）.
118. 1 2  . Gulf News. 2012-03-03  [2012-03-03]. （原始内容存档于2012-03-04） （英语）.
119. 1 2 3 4  . Flight International. 2008-09-08  [2010-11-02]. （原始内容存档于2010-11-07） （英语）.
120. ↑  Ostrower, Jon. . Flight International. 2008-09-08  [2010-03-17]. （原始内容存档于2010-03-22） （英语）.
121. ↑  Ostrower, Jon. . Air Transport Intelligence via Flightglobal.com. 2011-06-21  [2011-07-04]. （原始内容存档于2011-06-24） （英语）.
122. ↑  . Seattle Post-Intelligencer. 2011-09-12  [2011-09-14]. （原始内容存档于2011-10-19） （英语）.
123. ↑  游琁如. . ETtoday旅遊雲 (台北: ETtoday新聞雲). 2014-10-10  [2023-09-16]. （原始内容存档于2020-10-24） （中文（臺灣））.
124. ↑  Perrett, Bradley, Very Chinese, Aviation Week & Space Technology, February 16 – March 1, 2015, pp.38-9
125. ↑  Reed, Ted. . Forbes. 2017-02-11  [2019-06-29]. （原始内容存档于2019-06-29） （英语）.
126. ↑  Brandon, Graver; Daniel, Rutherford.  (PDF). International Council of Clean Transportation. 2018年1月  [2019-06-29]. （原始内容存档 (PDF)于2019-08-19） （英语）.
127. 1 2 3 4   (新闻稿). 波音公司. 2013-11-17  [2013-12-23]. （原始内容存档于2014-02-13） （英语）.
128. ↑  Trimble, Stephen. . Flight International. 2014-04-15  [2014-04-20]. （原始内容存档于2016-01-02） （英语）.
129. ↑  Perry, Dominic, , 飛行國際 (Reed Business Information), 2015-04-07  [2015-04-08], （原始内容存档于2015-04-09） （英语）
130. ↑  . Airways News. 2016-01-27  [2016-09-06]. （原始内容存档于2016-08-21） （英语）.
131. ↑  . 飛行國際. 2016-10-26  [2016-10-27]. （原始内容存档于2016-10-27） （英语）.
132. ↑  . 飛行國際. 2016-12-13  [2016-12-13]. （原始内容存档于2016-12-14）.
133. ↑  Jon Hemmerdinger. . 飛行國際. 2020-10-27  [2020-10-30]. （原始内容存档于2020-10-31） （英语）.
134. ↑  Norris, Guy. "Mind the gap". Aviation Week & Space Technology, February 16 – March 1, 2015, pp. 42-3.
135. ↑  Norris, Guy. "Sharpened edge". Aviation Week & Space Technology, March 16–29, 2015, pp. 26-8.
136. ↑  . Leeham News. 2015-01-20  [2015-01-21]. （原始内容存档于2015-01-21） （英语）.
137. ↑  Norris, Guy. . aviationweek.com. 2019-03-14  [2019-06-27]. （原始内容存档于2019-11-17） （英语）.
138. 1 2  . 波音公司.   [2019-02-23]. （原始内容存档于2020-04-25） （英语）.
139. 1 2 3 4  North, David. "Finding Common Ground in Envelope Protection Systems". Aviation Week & Space Technology, August 28, 2008, pp. 66–68.
140. ↑  Birtles 1998，第57頁.
141. ↑  Norris & Wagner 1996，第47頁.
142. 1 2  Sweetman, Bill. . 航空航天. 2005-09-01  [2008-12-01]. （原始内容存档于2013-07-30） （英语）.
143. ↑  Corliss, Bryan. . Forbes. 2003-11-05  [2009-05-05]. （原始内容存档于2013-12-02） （英语）.
144. 1 2 3 4 5  Norris, Guy. . Aviation Week & Space Technology. 2013-11-25  [2013-11-25]. （原始内容存档于2013-11-25） （英语）.
145. ↑  Ropelewski, Robert. . Interavia Business & Technology. 1995年6月  [2015-06-29]. （原始内容存档于2015-09-24） –HighBeam （英语）.
146. ↑  Newhouse 2008，第106頁.
147. ↑  Norris & Wagner 1999，第130頁.
148. 1 2 3   (PDF) (技术报告). 波音公司. 2015年5月  [2015-02-08]. （原始内容存档 (PDF)于2015-02-09） （英语）.
149. ↑  Morris, Doug. . EnRoute. March 2012  [2012-03-17]. （原始内容存档于2012-04-04） （英语）.
150. ↑   (PDF). 新西兰民航管理局.   [2008-12-01]. （原始内容 (PDF)存档于2008-12-19） （英语）.
151. ↑  Norris & Wagner 1996，第35頁.
152. ↑  Norris & Wagner 1996，第92頁.
153. ↑  Eden 2008，第111頁.
154. ↑  Turner, Aimee. . Flight International. 2006-03-28  [2009-04-02]. （原始内容存档于2009-04-14） （英语）.
155. ↑  Birtles 1998，第66頁.
156. ↑  Birtles 1998，第60頁.
157. ↑  . 聯合航空公司.   [2017-05-08]. （原始内容存档于2017-08-22） （英语）.
158. 1 2  Norris & Wagner 2001，第32–33頁.
159. ↑  Wallace, James. . Seattle Post-Intelligencer. 2008-11-26  [2011-07-01]. （原始内容存档于2012-11-06） （英语）.
160. ↑  . Lufthansa Technik. 2000-12-22  [2008-10-25]. （原始内容存档于2009-06-15） （英语）.
161. ↑  Stover, Dawn. . 科技新时代. 1994年6月: 第78–79、104頁  [2020-12-19]. （原始内容存档于2021-05-27） （英语）.
162. 1 2  Wallace, James. . Seattle Post-Intelligencer. 2003-02-04  [2011-06-03]. （原始内容存档于2011-08-11） （英语）.
163. ↑  Norris & Wagner 1999，第122頁.
164. ↑  Norris & Wagner 1999，第46, 112頁.
165. ↑  Kirby, Mark. . Air Transport Intelligence via Flightglobal.com. 2011-07-07  [2011-07-08]. （原始内容存档于2011-07-10） （英语）.
166. ↑  Johnsson, Julie. . Bloomberg. 2014-05-01  [2014-05-01]. （原始内容存档于2014-05-01） （英语）.
167. 1 2 3  Will Horton. . Runway Girl Network. 2020-01-12  [2020-01-27]. （原始内容存档于2020-01-27） （英语）.
168. 1 2  Eden 2008，第112頁.
169. ↑  Guy Norris. . Aviation Week Network. 2015-01-26  [2019-11-25]. （原始内容存档于2018-10-18） （英语）.
170. ↑  Peter Pugh. . Icon Books Ltd. 2002年  [2020-12-19]. ISBN 978-1-84831-998-1. （原始内容存档于2021-05-27） （英语）.
171. ↑  David Learmount. . 飛行國際. 1990-09-05  [2017-10-29]. （原始内容存档于2017-10-29） （英语）.
172. 1 2  . Flugzeuginfo.   [2017-10-29]. （原始内容存档于2017-11-14） （英语）.
173. 1 2 3  . 国际民用航空组织.   [2018-01-08]. （原始内容存档于2017-06-07） （英语）.
174. ↑  John, Danny. . Sydney Morning Herald. 2007-09-12  [2009-03-30]. （原始内容存档于2009-04-13） （英语）.
175. ↑  . 亞洲時報在線. 2005-12-03  [2009-03-30]. 原始内容存档于2006-03-16 （英语）.
176. 1 2 3 4 5   (PDF). 波音公司. 2009年. （原始内容 (PDF)存档于2014-08-02） （英语）.
177. ↑  Wallace, James. . Seattle Post-Intelligencer. 2001-11-19  [2011-05-08]. （原始内容存档于2012-11-05） （英语）.
178. 1 2 3 4 5 6 7  PRANJAL PANDE. . Simple Flying. 2021-09-08  [2023-08-03]. （原始内容存档于2023-08-03） （英语）.
179. ↑  Mutzabaugh, Ben. . USA Today. 2016-03-09  [2019-06-28]. （原始内容存档于2019-06-28） （英语）.
180. ↑  Martin, Hugo. . Los Angeles Times. 2017-10-21  [2019-06-28]. （原始内容存档于2019-06-28） （英语）.
181. 1 2 3 4 5 6 7  . 波音公司.   [2016-02-25]. （原始内容存档于2016-12-31） （英语）.
182. ↑  Robert Wall. . Aviation Week & Space Technology. 2005-10-31: 第40頁  [2018-11-13]. （原始内容存档于2018-11-13） （英语）.
183. ↑  Aircraft Value News. . 2018-11-12  [2018-11-13]. （原始内容存档于2018-11-13） （英语）.
184. 1 2  . CAPA Centre for Aviation. 2011-09-01  [2012-03-22]. （原始内容存档于2012-03-17） （英语）.
185. ↑  . 新加坡航空公司. 2012年  [2012-03-22]. （原始内容存档于2012-03-24） （英语）.
186. 1 2 3 4 5  . Flug Revue. 2006  [2009-03-20]. （原始内容存档于May 17, 2008）.
187. ↑  Field, David. . Flight International. 2008-03-17  [2008-12-02]. （原始内容存档于2008-03-20） （英语）.
188. ↑   (PDF). 美国联邦航空管理局.   [2009-11-05]. （原始内容 (PDF)存档于2016-02-04） （英语）.
189. ↑  . 2015-10-16  [2017-08-25]. （原始内容存档于2018-08-09） （英语）.
190. 1 2   (PDF) (技术报告). 波音公司. 2008年12月  [2015-02-08]. （原始内容存档 (PDF)于2015-09-23） （英语）.
191. ↑  . 波音公司.   [2009-09-08]. （原始内容存档于2013-12-17） （英语）.
192. ↑  . www.boeing.com. 2021-12-12  [2021-12-05]. （原始内容存档于1999-10-02） （英语）.
193. ↑  Thisdell, Dan; Morris, Rob. . Flightglobal Insight. Flight International (飛行國際). 2017-07-31 (2017-08-12) （英语）.
194. 1 2 3 4  Guy Norris. . 飛行國際. 1997-12-03  [2017-10-29]. （原始内容存档于2017-12-01） （英语）.
195. 1 2 3 4 5   (PDF). FAA. 2016-08-12  [2016-10-23]. （原始内容存档 (PDF)于2016-12-13） （英语）.
196. ↑  Guy Norris. . 飛行國際. 2003-01-28  [2016-02-25]. （原始内容存档于2016-10-05） （英语）.
197. ↑  Scott Hamilton. . Leeham news. 2014-02-03  [2014-06-21]. （原始内容存档于2014-04-08） （英语）.
198. ↑  Paul Eisenstein. . 大眾機械. 2004年7月  [2011-06-03]. （原始内容存档于2014-12-24） （英语）.
199. ↑  Geoffrey Thomas. . The Australian. 2005-12-02. （原始内容存档于2005-12-04） （英语）.
200. ↑  David M. North. . Aviation week. 2004-04-05  [2018-07-25]. （原始内容存档于2018-07-25） （英语）.
201. ↑  . 飛行國際. 2004-01-20  [2016-10-23]. （原始内容存档于2016-10-24） （英语）.
202. ↑  . CAPA - Centre for Aviation. 2016-02-25  [2016-02-25]. （原始内容存档于2016-08-27） （英语）.
203. ↑  Ben Kingsley-Jones; Guy Norris. . 飛行國際. 2005-11-29  [2016-02-25]. （原始内容存档于2016-03-07） （英语）.
204. ↑  . AirInsight. 2015-11-20  [2016-04-22]. （原始内容存档于2016-04-13） （英语）.
205. ↑  Aircraft Value News. . 2019-03-18  [2019-03-18]. （原始内容存档于2020-09-19） （英语）.
206. ↑   (PDF). 法國航空公司. 2004-05-13  [2013-08-25]. （原始内容 (PDF)存档于2012-09-17） （英语）.
207. ↑  Norris, Guy. . 飛行國際. 2006-05-16  [2016-10-27]. （原始内容存档于2016-10-27） （英语）.
208. ↑   (PDF). 波音公司. 2015年5月  [2021-03-31]. （原始内容存档 (PDF)于2021-02-24） （英语）.
209. ↑  Jason S. Clark and Kenneth D. Kirwan. . Aero Magazine. 波音公司. 2015年5月  [2021-03-31]. （原始内容存档于2021-03-01） （英语）.
210. ↑  . USA Today. 美聯社. 2005-03-25  [2010-10-19]. （原始内容存档于2011-08-04） （英语）.
211. ↑  Sobie, Brendan. . Air Transport Intelligence via Flightglobal.com. 2008-09-23  [2010-10-19]. （原始内容存档于2015-11-17） （英语）.
212. ↑  Sobie, Brendan. . Air Transport Intelligence via Flightglobal.com. 2010-10-19  [2010-10-19]. （原始内容存档于2015-11-17） （英语）.
213. 1 2  . Leeham News. 2018-07-17  [2018-07-19]. （原始内容存档于2018-11-06） （英语）.
214. ↑  . Leeham News. 2018-10-23  [2018-10-24]. （原始内容存档于2018-11-16） （英语）.
215. 1 2 3 4  Kingsley-Jones, Max. . 飛行國際. 2019-10-16  [2019-10-17]. （原始内容存档于2019-10-17） （英国英语）.
216. 1 2 3  Jon Hemmerdinger. . 飛行國際. 2020-10-28  [2020-10-29]. （原始内容存档于2020-11-01） （英语）.
217. ↑  Spyros Georgilidakis. . Mentour Pilot. 2023-06-21  [2023-08-03]. （原始内容存档于2023-08-03） （英语）.
218. ↑  . Air & Cosmos. 2023-03-24  [2023-07-17]. （原始内容存档于2023-06-07） （英语）.
219. ↑  Perry, Dominic. . Flight Global. August 8, 2023  [2025-05-20]. （原始内容存档于2025-07-10） （英语）.
220. 1 2   (新闻稿). 波音公司. 2020-01-25  [2020-01-27]. （原始内容存档于2020-01-26） （英语）.
221. ↑  . simpleflying.com. 2020-07-29  [2020-10-03]. （原始内容存档于2020-10-11） （英语）.
222. ↑  McDermott, John. . AirlineGeeks. 2021-06-27  [2021-08-10]. （原始内容存档于2021-06-28） （英语）.
223. ↑  Gates, Dominic. . AirwaysMag. 2021-06-27  [2023-04-12]. （原始内容存档于2022-06-25） （英语）.
224. ↑  Hemmerdinger, Jon. . 飛行國際.   [2020-12-09]. （原始内容存档于2020-12-18） （英语）.
225. 1 2  . 波音公司. 2010-11-10  [2014-08-14]. （原始内容存档于2014-08-14） （英语）.
226. 1 2  Waldron, Greg. . 飛行國際. 2014-06-11  [2014-08-14]. （原始内容存档于2014-08-14） （英语）.
227. ↑  Sarsfield, Kate, , 飛行國際 (Reed Business Information), 2015-03-13  [2015-03-14], （原始内容存档于2015-03-15） （英语）
228. ↑  Sachdev, Ameet. . Chicago Tribune. 2006-09-27  [2011-05-08]. （原始内容存档于2012-01-08） （英语）.
229. ↑  Norris, Guy. . 飛行國際. 2006-10-03  [2009-04-21]. （原始内容存档于2009-06-18） （英语）.
230. ↑   (PDF). 波音公司. 2006年11月  [2009-04-21]. （原始内容存档 (PDF)于2011-08-13） （英语）.
231. ↑  Vandruff, Ken. . Wichita Business Journal. 2007-04-11  [2009-03-20]. （原始内容存档于2011-08-05） （英语）.
232. ↑  Warwick, Graham. . 飛行國際. 2006-11-08  [2014-08-14]. （原始内容存档于2014-08-14） （英语）.
233. 1 2  . Japan Times. Jiji. 2014-08-12  [2014-08-13]. （原始内容存档于2017-06-28） （英语）.
234. ↑  . 日本経済新聞. 2013-07-19  [2020-03-10]. （原始内容存档于2020-09-19） （日语）.
235. ↑  . Convention de la Diaspora Gabonaise. 2014-03-17  [2014-08-14]. （原始内容存档于2014-04-03） （法语）.
236. ↑  "Turkmen Triple". Airliner World. May 2014, p. 13.
237. ↑  Hack, Christopher. . BBC. 2000-09-03  [2014-08-14]. （原始内容存档于2014-08-14） （英国英语）.
238. ↑  . indiatimes.com. 2019-02-07  [2019-03-31]. （原始内容存档于2019-03-31） （英语）.
239. ↑  . mint. 2020-10-01  [2021-10-14]. （原始内容存档于2023-04-04） （英语）.
240. 1 2  Wilhelm, Steve. . Puget Sound Business Journal.   [2014-09-14]. （原始内容存档于2014-08-14） （英语）.
241. ↑  . 美國空軍. 2015-01-28  [2015-01-28]. （原始内容存档于2016-03-03） （英语）.
242. ↑  Burnett, Bob. . 波音公司. 2005年12月  [2022-11-19]. （原始内容存档于2023-01-17）.
243. ↑  Broadbent, Mark. . Key.Aero. Key Publishing Ltd. 2019-06-27  [2022-11-19]. （原始内容存档于2022-10-20） （英语）.
244. ↑   (PDF). 波音公司: 第3頁.   [2022-11-22]. （原始内容存档 (PDF)于2022-06-20） （英语）.
245. ↑  Gale, Ivan. . The National. 2010-07-19  [2012-03-03]. （原始内容存档于2012-10-06） （英语）.
246. ↑  . Planespotters.   [2023-08-07]. （原始内容存档于2023-08-07） （英语）.
247. ↑  Randy Tinseth. . 波音公司. 2019-01-06  [2019-01-07]. （原始内容存档于2019-01-08） （英语）.
248. ↑  . 飛行國際.   [2019-11-24]. （原始内容存档于2019-01-24） （英语）.
249. ↑  . Facebook.   [2018-06-28]. （原始内容存档于2021-05-27） （英语）.
250. ↑  . 國泰航空公司.   [2018-09-17]. （原始内容存档于2018-09-17） （英语）.
251. ↑  . Airliner Watch.   [2018-06-21]. （原始内容存档于2018-06-22） （英语）.
252. ↑  Swopes, Bryan. . This Day in Aviation.   [2018-06-22]. （原始内容存档于2018-06-22） （英语）.
253. ↑  . Airliners.net. 2022-09-29  [2022-10-08]. （原始内容存档于2023-04-04） （英语）.
254. ↑  . YouTube. 2022-10-08  [2022-10-08]. （原始内容存档于2022-10-19） （韩语）.
255. 1 2  . Air Safety Week. 2008-12-22  [2009-04-02]. （原始内容存档于2013-11-04） （英语）.
256. 1 2 3  . 探索頻道《Mayday（英语：Mayday (Canadian TV series)）》. 2009-03-11  [2015-10-23]. （原始内容存档于2016-03-05） （英语）.
257. 1 2  . Aviation Safety Network.   [2008-11-21]. （原始内容存档于2010-11-15） （英语）.
258. ↑  . 國家運輸安全委員會. 2005-02-24  [2011-01-02]. （原始内容存档于2016-10-05） （英语）.
259. ↑  英國航空公司. . Regulatory News Service. 2008-02-01  [2008-11-21]. （原始内容存档于2009-01-16） （英国英语）.
260. ↑   (PDF). Air Accidents Investigation Branch. 2010-02-09  [2010-02-09]. （原始内容存档 (PDF)于2014-12-18） （英国英语）.
261. ↑  . BBC News. 2009-03-13  [2009-03-20]. （原始内容存档于2009-03-21） （英国英语）.
262. ↑  Kaminski-Morrow, David. . 飛行國際. 2008-02-29  [2009-03-20]. （原始内容存档于2008-03-04） （英语）.
263. ↑  Woodman, Peter. . The Independent (英國). 2010-02-09  [2011-12-11]. （原始内容存档于2012-01-26） （英国英语）.
264. 1 2 3 4  . Aviation Safety Network.   [2012-01-02]. （原始内容存档于2014-03-09） （英语）.
265. 1 2  . Jet Airliner Crash Data Evaluation Centre. 2011年7月  [2012-01-02]. （原始内容存档于2012-01-06） （英语）.
266. ↑   (PDF). 國家運輸安全委員會. 2014-06-24  [2017-07-12]. （原始内容存档 (PDF)于2017-04-30） （英语）.
267. 1 2  . CBS News. 2013-07-12  [2017-07-12]. （原始内容存档于2017-07-03） （英语）.
268. ↑  . Reuters News Agency. July 20, 2013  [August 8, 2013]. （原始内容存档于July 21, 2013）.
269. ↑  . Flight International. 2013-07-06  [2013-07-06]. （原始内容存档于2013-07-09） （英语）.
270. ↑  . 华尔街日报. 2013-07-08  [2013-07-08]. （原始内容存档于2015-07-22） （英语）. National Transportation Safety Board Chairman Deborah Hersman's comments indicated investigators were focused primarily on why the cockpit crew allowed speed to decay to such an extent ...
271. ↑  Withnall, Adam. . The Independent. 2014-06-25  [2014-07-17]. （原始内容存档于2014-07-26） （英语）.
272. ↑   (PDF). 國家運輸安全委員會. 2014-06-24  [2016-01-16]. NTSB/AAR-14/01. （原始内容存档 (PDF)于2016-03-20） （英语）.
273. ↑  . 飛行國際.   [2014-03-08]. （原始内容存档于2014-03-08） （英语）.
274. ↑  . 馬來西亞航空公司. 2014-03-14. （原始内容存档于2014-03-08） （英语）.
275. ↑  . flightglobal.com. Reed Business Information.   [2015-04-01]. （原始内容存档于2014-10-23） （英语）.
276. ↑  . BBC News. 2014-03-24  [2015-04-01]. （原始内容存档于2014-05-02） （英国英语）.
277. ↑  Ng, Eileen. . The Star (Toronto Star Newspaper Ltd.). 美聯社. 2015-01-29  [2015-01-29]. （原始内容存档于2015-02-01） （英语）.
278. ↑  . The Star Online. Star Media Group Berhad. 2015-10-29  [2015-04-20]. （原始内容存档于2015-02-03） （英语）.
279. ↑  Almasy, Steve; Carter, Chelsea J.; Clancy, Jim. . CNN. 2014-03-18  [2020-12-22]. （原始内容存档于2020-11-29） （英语）.
280. ↑  Collins, David. . mirror. 2014-03-24  [2020-12-22]. （原始内容存档于2021-03-08） （英国英语）.
281. ↑  . BBC. 2017-01-23  [2022-12-09]. （原始内容存档于2023-08-08） （英国英语）.
282. ↑  . CNN.   [2015-08-06]. （原始内容存档于2015-08-06） （英语）.
283. ↑  Baker, Peter. . 紐約時報. 2014-07-19  [2017-02-14]. ISSN 0362-4331. （原始内容存档于2017-04-11） （英语）.
284. ↑  Ranter, Harro. . aviation-safety.net. Aviation Safety Network.   [2020-12-22]. （原始内容存档于2020-06-03） （英语）.
285. ↑  Walshe, Michael; McShane, Larry. . NY Daily News. New York Daily News. 2014-07-17  [2014-07-17]. （原始内容存档于2014-07-17） （英语）.
286. ↑  Shoichet, Catherine E.; Fantz, Ashley. . CNN. 2014-07-17  [2015-04-01]. （原始内容存档于2015-03-26） （英语）.
287. ↑  . 荷蘭政府. 2018-05-25  [2018-05-25]. （原始内容存档于2021-04-27） （英语）.
288. 1 2  . Deccan Chronicle. 2016-08-03  [2016-08-03]. （原始内容存档于2016-08-05） （英语）.
289. ↑   (PDF). Gcaa.gov.ae. GCAA.   [2016-11-07]. （原始内容存档 (PDF)于2016-09-06） （英语）.
290. ↑  . NDTV.   [2016-08-07]. （原始内容存档于2016-08-06） （英语）.
291. ↑  Ranter, Harro. . aviation-safety.net.   [2019-09-27]. （原始内容存档于2020-10-22） （英语）.
292. ↑  Chua, Alfred. . 飛行國際. 2020-07-22  [2020-07-22]. （原始内容存档于2020-07-22） （英语）.
293. ↑  Madureira, Catarina. . SamChui.com. 2020-07-22  [2020-07-22]. （原始内容存档于2020-07-22） （英语）.
294. ↑  . CNN. 2021-02-22  [2021-02-22]. （原始内容存档于2021-02-22） （英语）.
295. 1 2  . BBC News. 2021-02-23  [2021-02-23]. （原始内容存档于2021-02-23） （英国英语）.
296. ↑  . 2020-07-02  [2021-02-22]. （原始内容存档于2021-02-21） （英语）.
297. ↑  . bbc.com.   [2024-05-25]. （原始内容存档于2024-05-29） （英国英语）.
298. ↑  attack （页面存档备份，存于） BBC
299. ↑  Ranter, Harro. . asn.flightsafety.org.   [2025-01-01]. （原始内容存档于2025-01-07）.
300. 1 2 3  . Civil Jet Aircraft Design. Elsevier. 1999年7月  [2016-10-23]. （原始内容存档于2016-11-05） （英语）.
301. ↑  Daniel Tsang. . Aspire Aviation. 2012-07-26  [2017-03-05]. （原始内容存档于2014-12-09） （英语）.
302. ↑   (PDF). Boeing Commercial Airplanes. 2014年5月  [2018-06-04]. （原始内容存档 (PDF)于2019-07-13） （英语）.
303. 1 2 3   (PDF). GECAS/IAI. 2020年  [2020-10-29]. （原始内容存档 (PDF)于2020-11-28） （英语）.
304. 1 2   (PDF). EASA. 2018-12-10  [2019-11-22]. （原始内容 (PDF)存档于2018-12-23） （英语）.

### 文獻
- Abarbanel, Robert; McNeely, William. . 紐約: ACM SIGGRAPH. 1996年. ISBN 0-89791-784-7 （英语）.
- Birtles, Philip. . 明尼蘇達州聖保羅: Motorbooks International. 1998年. ISBN 0-7603-0581-1 （英语）.
- Birtles, Philip.  Third. 倫敦: Ian Allan Publishing. 1999年. ISBN 0-7110-2665-3 （英语）.
- Eden, Paul (编). . 倫敦: Amber Books Ltd. 2008年. ISBN 978-1-84509-324-2 （英语）.
- Frawley, Gerard. . 倫敦: Aerospace Publications. 2003年. ISBN 1-875671-58-7 （英语）.
- Glenday, Craig. . 倫敦/紐約: HiT Entertainment. 2007年. ISBN 978-0-9735514-4-0 （英语）.
- Newhouse, John. . 倫敦: Vintage. 2008年. ISBN 978-1-4000-7872-1 （英语）.
- Norris, Guy; Wagner, Mark. . St. Paul, Minnesota: Motorbooks International. 1996年. ISBN 0-7603-0091-7 （英语）.
- Norris, Guy; Wagner, Mark. . 明尼蘇達州明尼阿波利斯: Zenith Imprint. 2001年. ISBN 0-7603-0890-X （英语）.
- Norris, Guy; Wagner, Mark. . 威斯康星州奧西奧拉: Zenith Press. 2009年. ISBN 978-0-7603-2815-6 （英语）.
- Norris, Guy; Wagner, Mark. . 明尼蘇達州明尼阿波利斯: Zenith Imprint. 1999年. ISBN 0-7603-0717-2 （英语）.
- Sabbagh, Karl. . 紐約: Scribner. 1995年. ISBN 0-333-59803-2 （英语）.
- Wells, Alexander T.; Rodrigues, Clarence C. . 紐約: McGraw-Hill Professional. 2004年. ISBN 0-07-141742-7 （英语）.
- Yenne, Bill. . 明尼蘇達州明尼阿波利斯: Zenith Press. 2002年. ISBN 0-7603-1251-6 （英语）.

## 外部連結
- 官方网站